# Gia tộc Rothschild

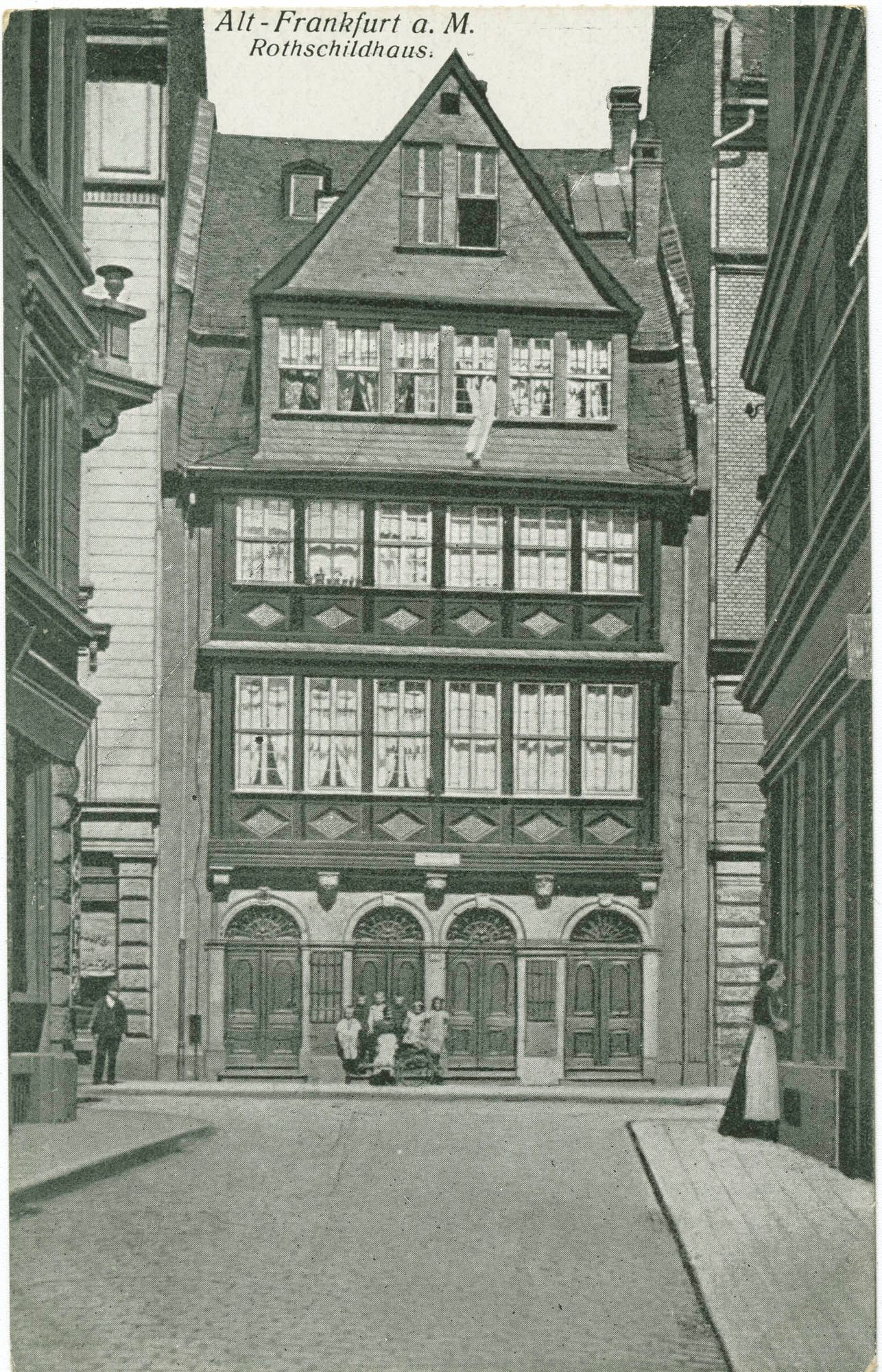
Ngôi nhà gốc ở hẻm Frankfurter Judengasse

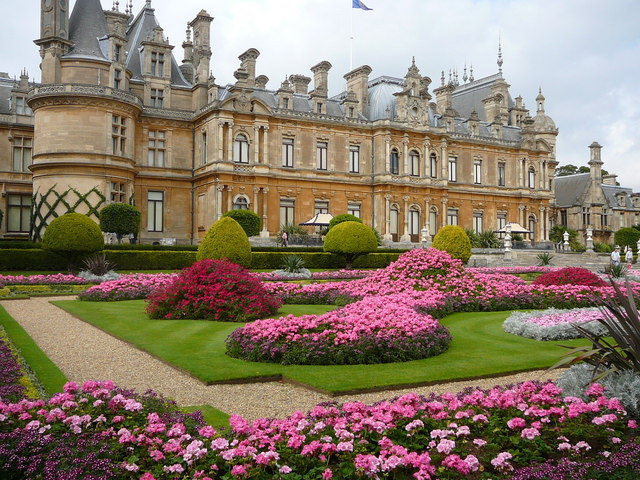
Một căn nhà của gia tộc Rothschild, Lãnh địa tại Waddesdon, Buckinghamshire, được hiến tặng từ thiện bởi gia đình năm 1957

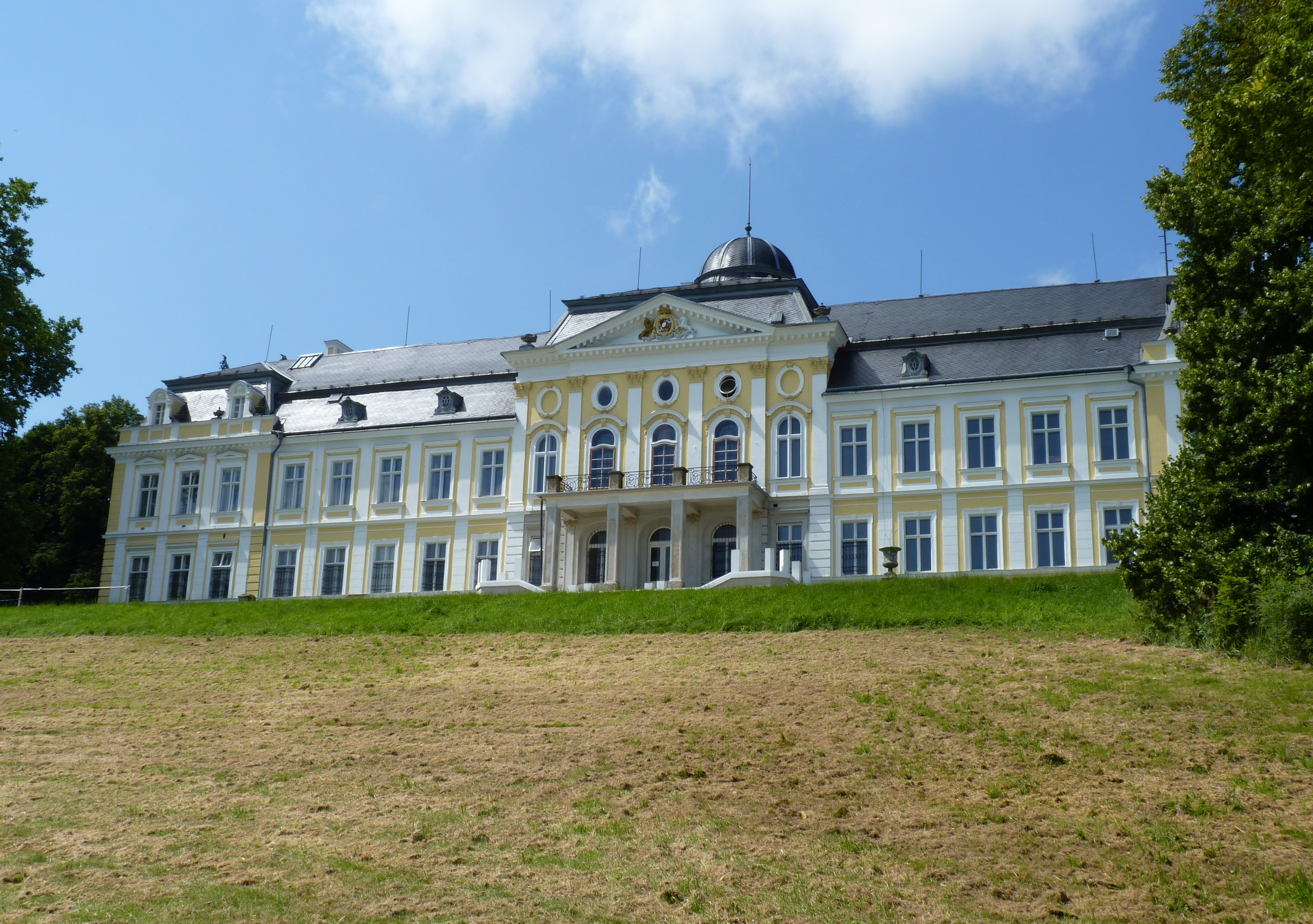
Một ngôi nhà trước đây thuộc về gia tộc tại Viên, Áo (cung điện Schillersdorf).

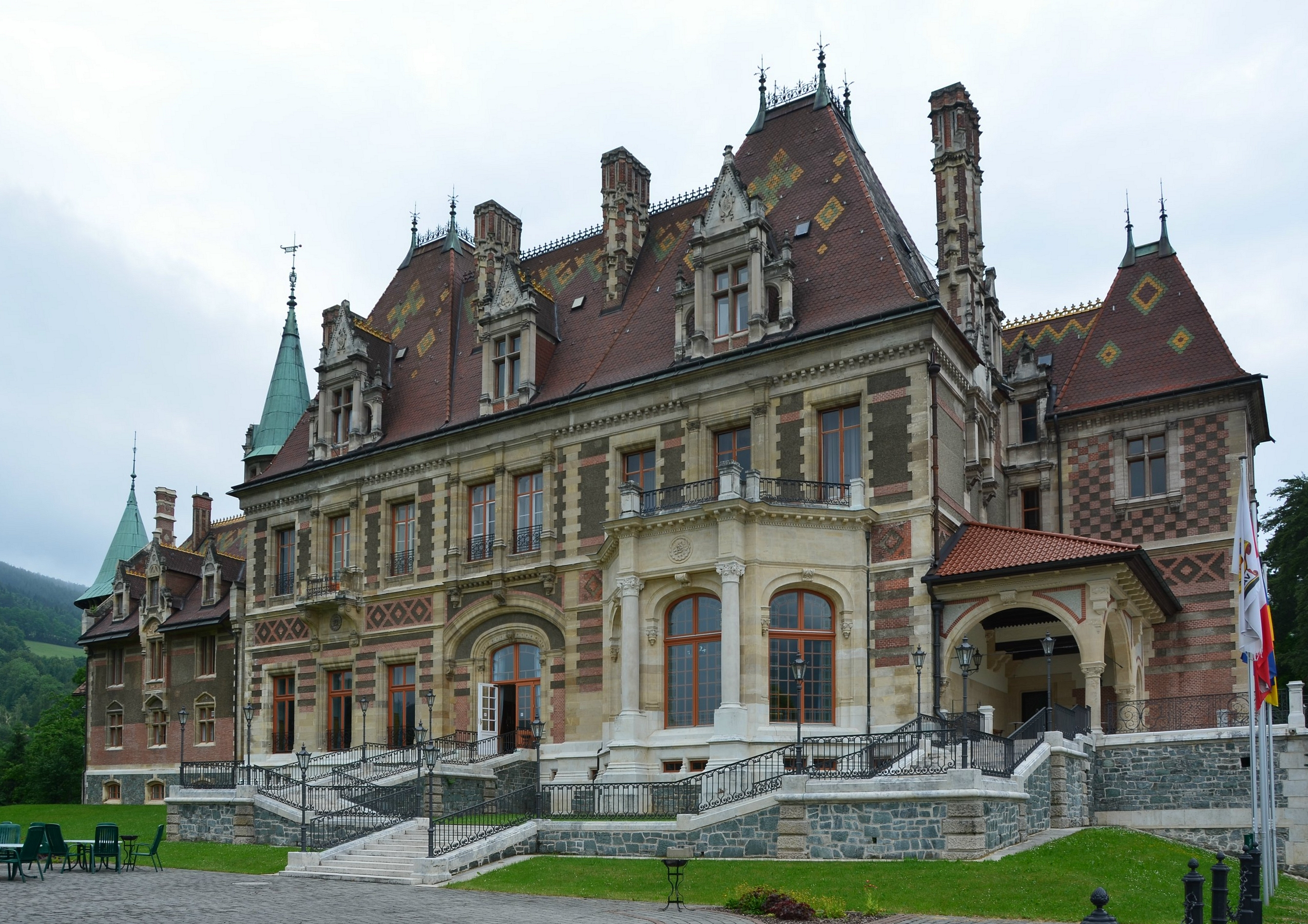
Schloss Hinterleiten, một trong nhiều cung điện được xây dựng bởi triều đại gia tộc tại Áo. Được hiến tặng từ thiện năm 1905 bởi gia tộc.

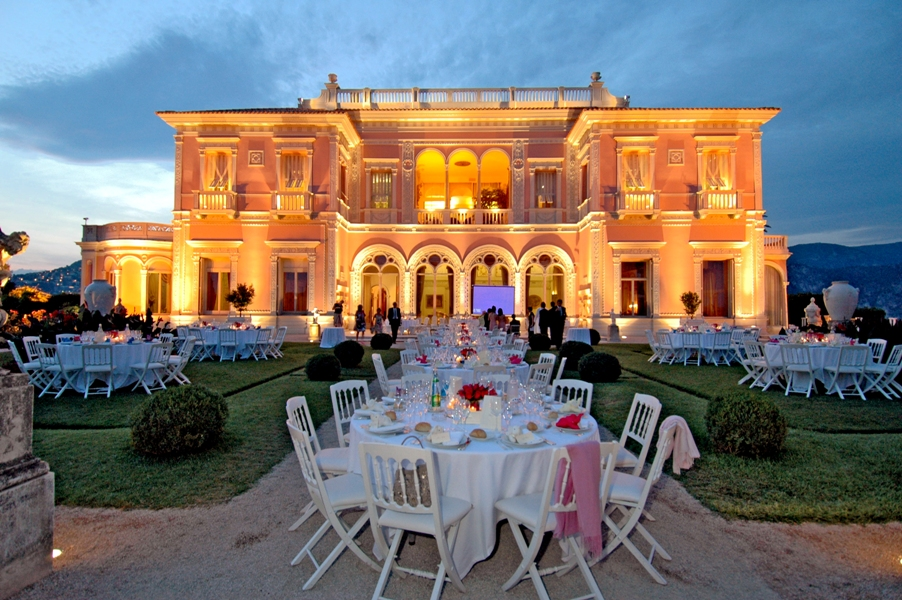
Villa Beatrice de Rothschild tại Côte d'Azur, Pháp

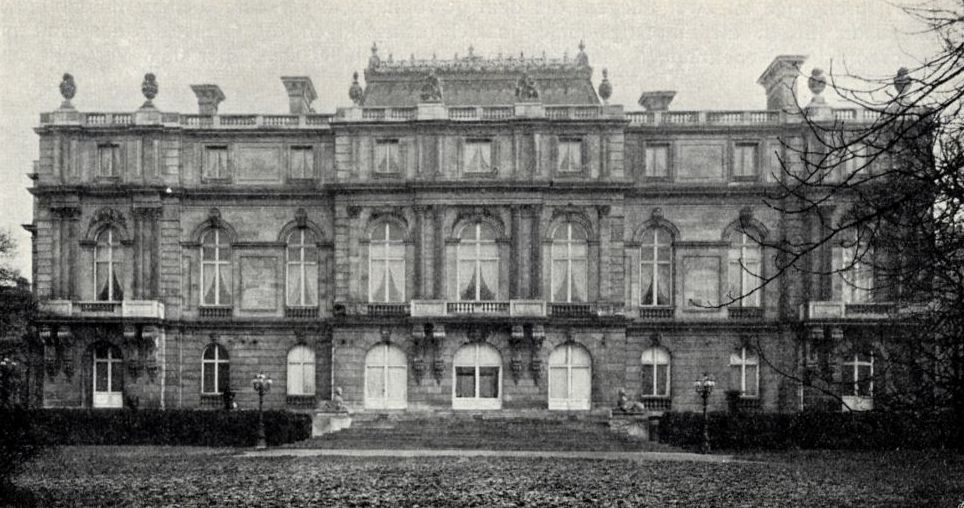
Cung điện của Nam tước Albert von Rothschild, (hình năm 1884)

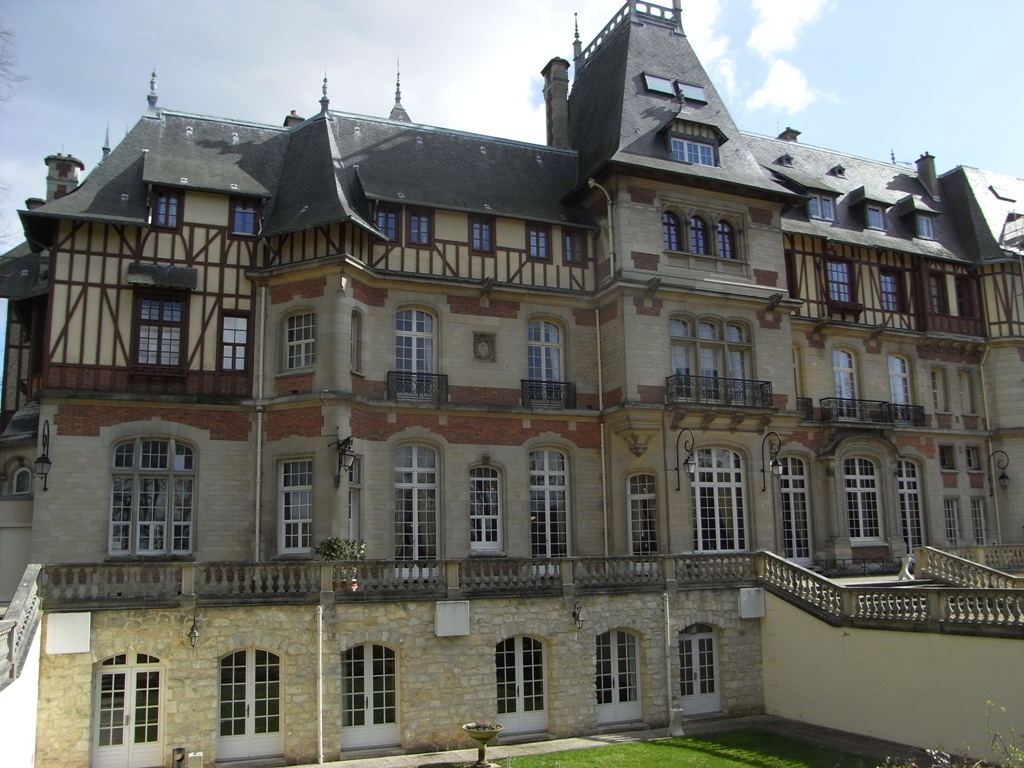
Château de Montvillargenne. Một ngôi nhà của gia tộc tại Picardie, Pháp.

Gia tộc Rothschild (/ˈrɒθ(s)tʃaɪld/ ROTH(S)-chylde tiếng Đức: [ˈʁoːt.ʃɪlt]) là một gia đình quý tộc Do Thái Ashkenazi giàu có trong ngành ngân hàng, ban đầu đến từ Frankfurt. Lịch sử được ghi chép của gia tộc bắt đầu từ Frankfurt vào thế kỷ XVI; tên của gia tộc bắt nguồn từ ngôi nhà của gia tộc, Rothschild, được Isaak Elchanan Bacharach xây dựng tại Frankfurt vào năm 1567. Gia tộc này trở nên nổi tiếng bắt đầu từ Mayer Amschel Rothschild (1744–1812), người được bổ nhiệm vào vị trí Hoffaktor (giám sát điền trang và thu thuế) trong triều đình của Bá tước Wilhelm IX xứ Hessen-Kassel thuộc Đế chế La Mã Thần thánh, người đã thành lập doanh nghiệp ngân hàng của mình tại Thành bang tự do Frankfurt vào những năm 1760. Không giống như hầu hết các nhân tố trong triều đình trước đây, Rothschild đã xoay xở để di chúc lại tài sản của mình và thành lập một gia đình ngân hàng quốc tế thông qua 5 người con trai của mình, những người đã thành lập các doanh nghiệp ở Paris, Frankfurt, London, Viên và Napoli. Năm 1816, Hoàng đế Franz I của Áo đã trao tước hiệu quý tộc cho Mayer Amschel Rothschild sau khi ông đã qua đời được 5 năm. Đến năm 1822, Hoàng đế Franz I tiếp tục phong cho 5 người con của Mayer Amschel tước  Freiherr von Rothschild (Nam tước Rothschild). Nữ hoàng Victoria đã phong cho nhánh của gia tộc này ở Anh các danh hiệu Tòng nam tước (1847) và Nam tước Rothschild (1885) thuộc Đẳng cấp quý tộc Vương quốc Liên hiệp Anh.
Trong thế kỷ XIX, gia đình Rothschild sở hữu khối tài sản cá nhân lớn nhất thế giới, cũng như trong lịch sử thế giới hiện đại. Tài sản của gia đình suy giảm trong thế kỷ XX và được chia cho nhiều hậu duệ. Ngày nay, tai sản của họ được đầu tư vào nhiều lĩnh vực đa dạng, bao gồm dịch vụ tài chính, bất động sản, khai thác mỏ, năng lượng, nông nghiệp, sản xuất rượu vang và các tổ chức phi lợi nhuận. Nhiều ví dụ về kiến trúc nông thôn của gia đình này tồn tại trên khắp Tây Bắc Âu. Gia đình Rothschild thường xuyên là chủ đề của các thuyết âm mưu, nhiều trong số đó có nguồn gốc từ chủ nghĩa bài Do Thái.

## Tổng quan
Năm chi nhánh thuộc gia tộc Rothschild tại Áo đã được nâng lên tầng lớp quý tộc, được phong năm danh hiệu truyền đời "Nam tước" của hoàng triều Habsburg bởi Hoàng đế Franz I của Áo năm 1816. Một nhánh khác thuộc nhánh gia đình Rothschild tại Anh cũng được nâng lên hàng quý tộc theo yêu cầu của Nữ vương Victoria của Anh, được hai danh hiệu truyền đời là Tòng nam tước (1847) và Nam tước Rothschild (1885).
Trong thế kỷ 19, khi họ lên đến đỉnh cao danh vọng, người ta cho rằng gia đình Rothschild đã sở hữu khối tài sản lớn nhất thế giới khi đó nói riêng và trong toàn bộ lịch sử thế giới hiện đại nói chung. Sau đó, theo phỏng đoán, khối tài sản này đã giảm xuống cũng như đã bị chia nhỏ cho hàng trăm con cháu trong gia đình. Ngày nay, các doanh nghiệp của gia đình Rothschild có quy mô nhỏ hơn nhiều so với thế kỷ 19, mặc dù họ kinh doanh ở rất nhiều lĩnh vực, bao gồm: khai thác mỏ, ngân hàng, năng lượng, nông nghiệp, sản xuất rượu, và các tổ chức từ thiện.
Người đầu tiên được biết đến với họ "Rothschild" là Izaak Elchanan Rothschild, sinh năm 1577. Họ này nghĩa là "Tấm khiên đỏ" trong ngôn ngữ cổ của Đức. Dòng họ này bắt đầu nổi danh thế giới từ 1744, với sự ra đời của Mayer Amschel Rothschild tại Frankfurt am Main, Đức. Ông là con của Amschel Moses Rothschild (sinh vào khoảng năm 1710), một nhà đổi tiền đã từng giao thương với Vương công xứ Hesse. Sinh ra trong một ghetto (hay còn gọi là xóm Do Thái), Mayer đã phát triển một gia đình làm tài chính và mở rộng đế chế bằng cách cử năm con trai của mình đi nằm vùng tại năm trung tâm tài chính của châu Âu. Cánh tay trên gia huy của dòng họ Rothschild cầm năm mũi tên nhằm ám chỉ năm đế chế được năm người con của Mayer Rothschild dựng nên, như trong Psalm 127 có dẫn: "Như những mũi tên trong tay người chiến binh, những đứa trẻ của ta cũng vậy.". Gia ngôn của dòng họ được viết ngay dưới tấm khiên trên gia huy: Concordia, Integritas, Industria (Thống nhất, toàn vẹn, công nghiệp).
Paul Johnson có viết: Gia đình Rothschild rất là lảnh tránh. Không có quyển sách nào hé lộ "bí mật" về họ mà lại chuẩn xác cả. Cả một kho chuyện nhảm nhí đã được viết về họ...Một người phụ nữ định viết một quyển sách có tên: "Những điều dối trá về gia tộc Rothschild" rút cục phải bỏ dở, bà nói: "Quá dễ để chỉ ra sự dối trá nhưng để tìm thấy sự thật thì bất khả thi".
Những hội đồng Do Thái trước đó đã từng tài trợ và quản lý những gia đình quý tộc ở châu Âu, tuy nhiên lại mất hết tài sản do bị tước đoạt hay bị cướp. Không giống họ, ngân hàng quốc tế kiểu mới của gia tộc Rothschild không thể bị tước đoạt. Tài sản của họ là các công cụ tài chính, xoay vòng trên toàn thế giới như cổ phiếu, trái phiếu và nợ. Những thay đổi của dòng họ Rothschild cũng khiến tội phạm không thể động đến họ: "Do đó, tài sản thực của họ nằm ngoài tầm tay của bọn trộm cướp, và gần như thoát khỏi sự tham lam của vua chúa.". Johnson cho rằng tài sản của gia đình Rothschild trở nên đồ sộ là nhờ Nathan Mayer Rothschild ở Luân Đôn; tuy nhiên những nghiên cứu gần đây của Niall Ferguson cho thấy những khoản lãi tương ứng hoặc lớn hơn đến từ những đế chế Rothschild khác, bao gồm James Mayer Rothschild ở Paris, Carl von Rothschild ở Napoli và Amschel Mayer ở Frankfurt.
Một phần thiết yếu trong chiến lược cho thành công trong tương lai của Mayer Rothschild là chỉ để người trong gia tộc quản lý, đảm bảo rằng họ có thể giữ bí mật về lượng tài sản thực sự của mình. Khoảng năm 1906, bách khoa toàn thư của người Do Thái có viết: "Chính gia tộc Rothschild khởi xướng phong trào cho một số anh em trong công ty mở chi nhánh ở các trung tâm tài chính khác, những nhà tài chính người Do Thái khác cũng đi theo phong trào này, ví dụ như dòng họ Bischoffsheim, Pereire, Seligman, Lazard và những người khác, và những nhà tài chính này với sự đoàn kết cộng với kỹ năng tài chính đã thu lời không chỉ từ cộng đồng Do Thái mà từ cả giới ngân hàng nói chung. Bằng cách này các nhà tài chính người Do Thái đã tăng thị phần trên thị trường tài chính trong suốt quãng thời gian hai mươi lăm năm cuối thế kỷ 19. Người dẫn đầu là gia tộc Rothschild...". Bách khoa toàn thư cũng viết rằng: "Trong những năm gần đây, những nhà tài chính không phải gốc Do Thái cũng đã học được phương pháp này, và, tính trên tổng thể, người Do Thái kiểm soát ít hơn trước kia."
Mayer Rothschild đã bảo vệ thành công gia sản thông qua những cuộc hôn nhân được sắp xếp cẩn trọng, thường là giữa cặp anh chị em họ thứ nhất hoặc thứ hai (tương tự như cách cưới trong nội bộ hoàng gia). Tuy nhiên vào cuối thế kỷ 19, đại đa số nhà Rothschild bắt đầu cưới người ngoại tộc, thường là với quý tộc hoặc với người nhà đế chế tài chính khác.
Con của Mayer Rothschild bao gồm:
- Mục danh sách Amschel Mayer Rothschild (1773-1855): ở Frankfurt, không có con, chuyển quyền thừa kế cho con của Salomon và Calmann
- Mục danh sách Salomon Mayer Rothschild (1774-1855): ở Viên
- Mục danh sách Nathan Mayer Rothschild (1777-1836): Ở Luân Đôn
- Mục danh sách Calmann Mayer Rothschild (1788-1855): ở Napoli
- Mục danh sách Jakob Mayer Rothschild (1792-1868): ở Paris

Tên của gia tộc "Rothschild" ở Đức phát âm gần với ROT-shillt trong tiếng Đức, không phải là wroth(s)-child trong tiếng Anh. Tên đệm "Rothschild" khá phổ biến ở Đức, và đại đa số người mang tên này không có liên hệ gì với gia tộc này. Hơn thế nữa, tên đệm của người Đức "Rothschild" hay "Rothchild" không liên quan đến tên đệm "Rothchilds" của người Tin Lành ở Anh Quốc.

## Chiến tranh dưới thời Napoléon

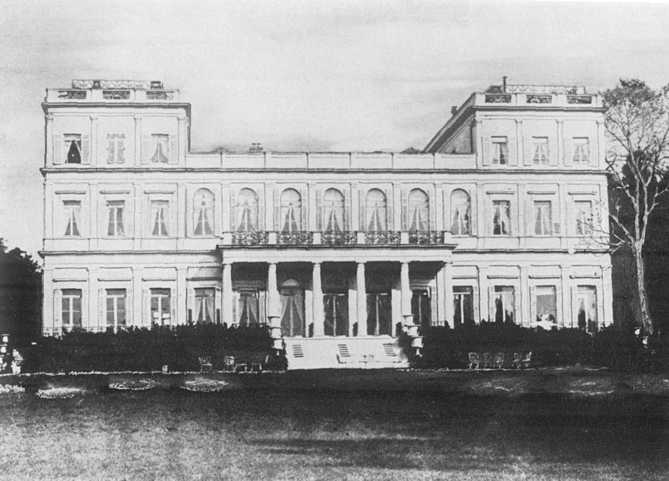
Một lâu đài đặc trưng của gia đình Rothschild tại Frankfurt am Main,Đức, Villa Günthersburg (chụp vào năm 1855)

Nhà Rothschild đã thu lời đáng kể từ trước cuộc chiến tranh Napoleon (1803-1815), họ cũng giành vị thế số một về buôn bán vàng trong thời kỳ này. Tại London từ năm 1813-1815, Nathan Mayer Rothschild đã độc lập hỗ trợ tài chính trong cuộc chiến tranh với quân Anh, tổ chức chu cấp tài chính bằng đường biển cho quân đội của Công tước Wellington xuyên qua châu Âu, cũng như thu xếp cho tài chính của các công ty con tại lục địa của vương quốc Anh. Chỉ riêng trong năm 1815, nhà Rothschild đã đầu tư 9.8 triệu bảng Anh (trong đơn vị tiền tệ năm 1815, tương đương 556 triệu bảng ngày nay dựa trên tỷ giá bán lẻ và là 6.58 tỉ bảng theo thu nhập trung bình) tiền trợ cấp cho đồng minh Anh.

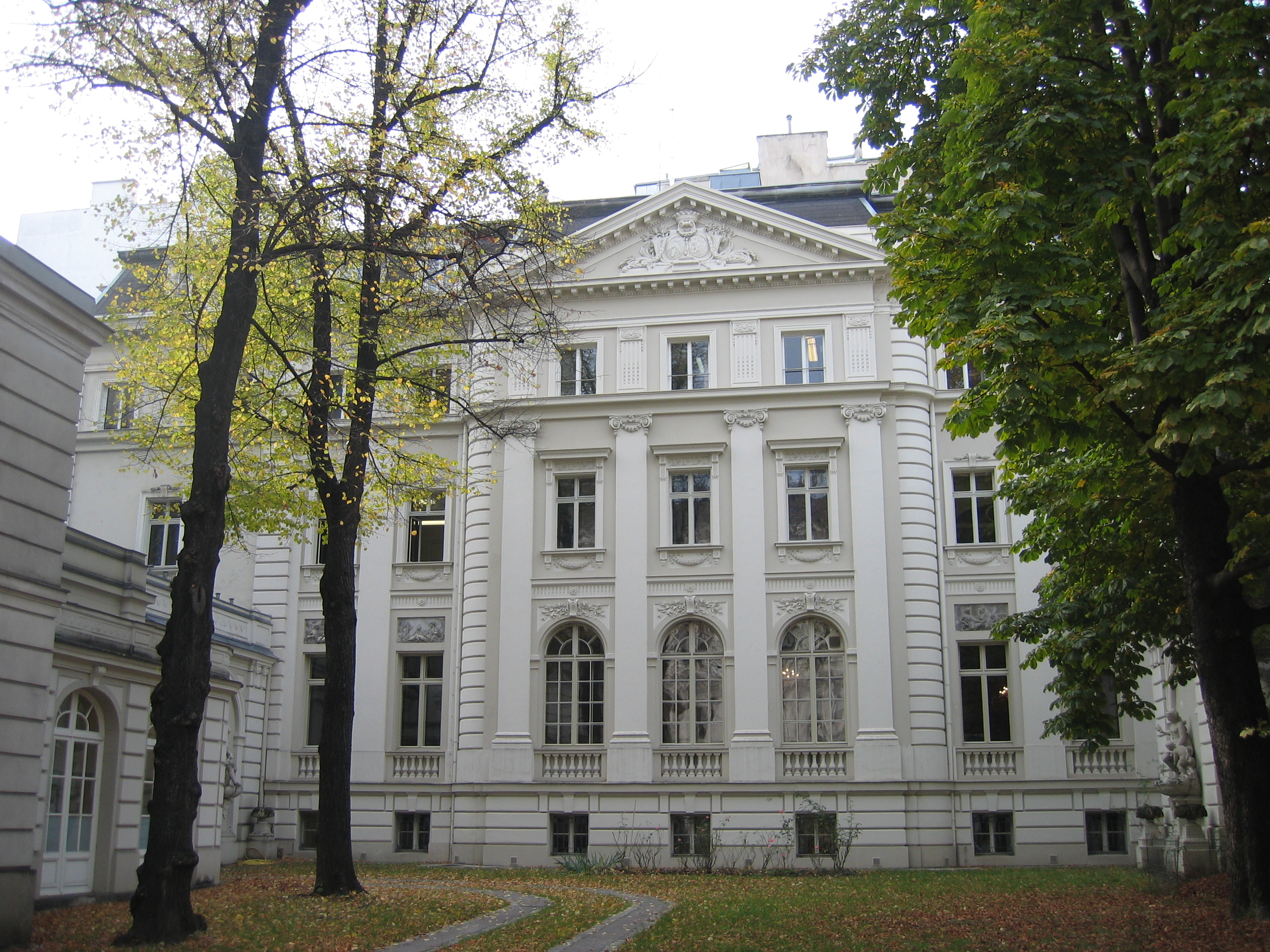
Một trong những căn hộ nhỏ trong thành phố tại Viên. Bộ sưu tầm lớn hơn căn hộ này rất nhiều tại Viên với tên gọi Palais Rothschild đã bị phá hủy trong Chiến tranh thế giới thứ hai.

Những người anh em trong gia đình giúp Rothschild hợp tác tổ chức các hoạt động trong lục địa và gia tộc Rothschild đã phát triển một mạng lưới cò trung gian, người vận chuyển hàng hải và phương tiện vận chuyển đường bộ để chuyển vàng xuyên qua một lục địa Châu Âu đang kiệt quệ vì chiến tranh. Mạng lưới của gia tộc Rothschild cũng cung cấp cho Nathan Rothschild thêm thời gian và một lần nữa cung cấp với những thông tin chính trị, tài chính để giúp vượt mặt những đối thủ của ông. Họ cũng trao cho ông những lợi thế trên các thị trường và làm cho nhà Rothschild vẫn mang giá trị vô giá đối với chính phủ Anh.
Trong một trường hợp, mạng lưới của gia tộc cho phép Nathan ở Luân Đôn nhận thông tin về chiến thắng của Wellington trong Trận Waterloo một ngày trước khi chính phủ Anh nhận tin. Mối quan tâm đầu tiên của gia tộc Rothschild trong trường hợp này chính là lợi thế về tiềm năng phát triển tài chính trên thị trường, thứ mà sẽ được Nathan sử dụng với kiến thức của ông. Nathan và mạng lưới thông tin của ông ta đã không vội vàng ngay lập tức đưa tin cho chính phủ. Thông tin này sau đó được phổ biến qua các bài báo, ví dụ như bài báo của Morton. Cơ sở cho bước tiến mang lợi nhuận nổi tiếng nhất của nhà Rothschild được thực hiện dựa trên chiến thắng của quân Anh trước Pháp. Nathan Rothschild tính toán rằng: hòa bình sẽ làm giảm số tiền mà chính phú Anh cần phải vay mượn trong tương lai, điều này sẽ tạo ra một sự thay đổi trong thị trường trái phiếu của chính phủ Anh sau 2 năm kinh tế ổn định. Và chính sự thay đổi này sẽ hoàn tất sự tái cơ cấu của nền kinh tế của quốc gia sau chiến tranh.. Một bước đi được coi là táo bạo bậc nhất trong lịch sử tài chính kinh tế được Nathan tung ra: ông ta bán đi trái phiếu Anh của mình ngay sau khi nhận tin Pháp thua trận (ông ta biết điều đó sớm hơn công chúng 1 ngày). Với vị thế của Nathan, ngay sau khi ông ta bán đi trái phiếu, người Anh lập tức nghĩ rằng Pháp đã thắng và hoảng loạn bán đi trái phiếu Anh của họ. Khi giá trái phiếu đã sụt giảm thê thảm, Nathan đã sai thuộc cấp mua lại phần lớn, kết quả là ông ta thâu tóm toàn bộ thị trường trái phiếu của chính phủ Anh chỉ trong nửa ngày - thứ trở nên rất đáng giá chỉ 1 ngày sau, khi tin Pháp thua trận được công bố rộng rãi. Sau 2 năm, gia tộc Rothschild bán lại khi giá trị lên tới đỉnh vào năm 1817 và nhận được một khoản tiền lời lên đến 40% giá trị ban đầu. Dựa trên thế lực của gia tộc Rothschild có vào lúc đó thì đây là một khoản lợi nhuận khổng lồ.
Nathan Mayer Rothschild bắt đầu sự nghiệp của ông tại Manchester vào năm 1806, và ông dần chuyển công việc kinh doanh sang Luân Đôn, nơi mà ông mua tòa nhà tại đường số 2 New Court trong St. Swithin's Lane, Thành phố Luân Đôn,. Tại đây ông thành lập nhà băng N M Rothschild & Sons vào năm 1811, hiện tại nó vẫn còn hoạt động tại đây. Năm 1818, ông cho chính phủ Phổ mượn 5 tỉ bảng Anh (tương đương 300 tỉ bảng Anh vào năm 2012) và khả năng phát hành trái phiếu cho các khoản vay của chính phủ hình thành nên trụ cột chính cho việc kinh doanh ngân hàng của ông. Ông ta đã giành được một vị thế đầy quyền lực tại Thành phố Luân Đôn đến nỗi mà trong những năm 1825-6, ông ấy có khả năng cung cấp đủ tiền cho Ngân hàng Anh để tránh một cuộc khủng hoảng thị trường thanh khoản.

## Tài chính cao cấp quốc tế

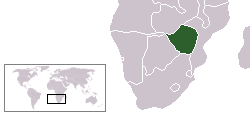
Gia tộc này đã tài trợ cho việc thành lập thuộc địa Rhodesia, và nơi đây đã trở thành địa điểm mở rộng quốc tế đầu tiên của một trong những doanh nghiệp khai thác mỏ của họ—công ty khai thác mỏ Rio Tinto.

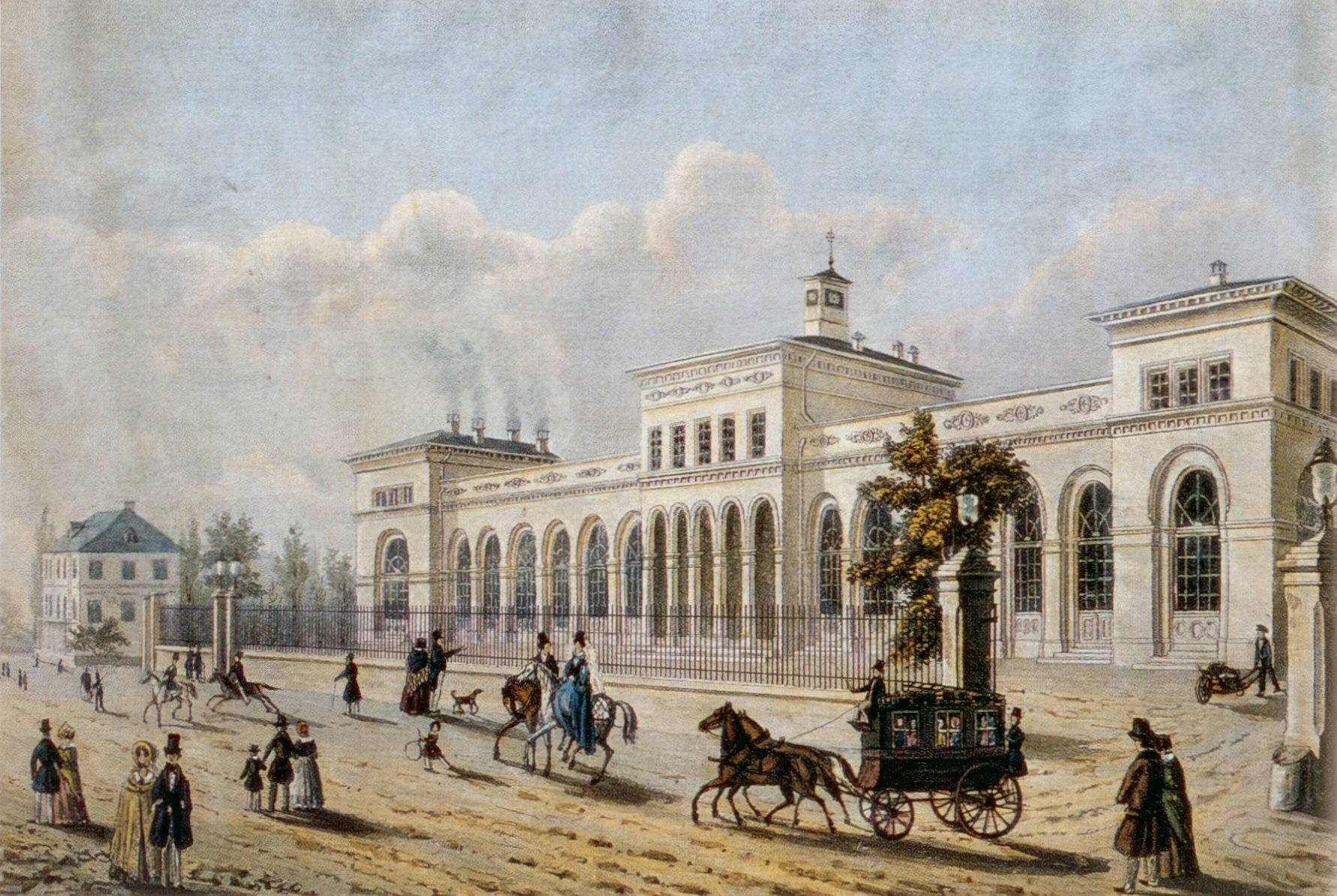
Nhà ga cuối Frankfurt của tuyến đường sắt Taunus, được tài trợ bởi Gia tộc Rothschild. Mở cửa vào năm 1840, đây là một trong những tuyến đường sắt đầu tiên của Đức.

Các doanh nghiệp ngân hàng của gia tộc Rothschild đi tiên phong trong lĩnh vực tài chính quốc tế cao cấp trong quá trình công nghiệp hóa của châu Âu và đóng vai trò quan trọng trong việc hỗ trợ các hệ thống đường sắt trên toàn thế giới và trong hoạt động tài trợ phức tạp của chính phủ cho các dự án như Kênh đào Suez. Từ năm 1895 đến năm 1907, họ đã cho các chính phủ châu Âu vay gần 450.000.000 đô la (tương đương với 14.700.000.000 đô la vào năm 2023). Trong thế kỷ XIX, gia tộc đã mua một phần lớn bất động sản ở Mayfair, London.
Gia tộc Rothschild đã trực tiếp tham gia vào quá trình giành độc lập của Brasil khỏi Bồ Đào Nha vào đầu thế kỷ XIX. Theo một thỏa thuận, chính phủ Brasil phải trả khoản bồi thường 2 triệu bảng Anh cho Vương quốc Bồ Đào Nha để họ chấp nhận nền độc lập của Brasil. N M Rothschild & Sons là công ty nổi trội trong việc huy động vốn này cho chính phủ của Đế chế Brasil mới thành lập trên thị trường London. Năm 1825, Nathan Rothschild đã huy động được 2.000.000 bảng Anh, và thực sự có thể đã tham gia một cách kín đáo vào đợt vay trước đó đã huy động được 1.000.000 bảng Anh vào năm 1824. Một phần số tiền phải trả để Bồ Đào Nha công nhận nền độc lập của Brasil, được đảm bảo vào năm 1825, là Brasil sẽ tiếp quản việc trả nợ gốc và lãi cho khoản vay 1.500.000 bảng Anh mà N M Rothschild & Sons đã trả cho chính phủ Bồ Đào Nha vào năm 1823. Một lá thư từ Samuel Phillips & Co. vào năm 1824 cho thấy sự tham gia chặt chẽ của gia tộc Rothschild trong sự kiện này.
Các doanh nghiệp lớn của thế kỷ XIX được thành lập bằng vốn của gia tộc Rothschild bao gồm:
- Alliance Assurance (1824) (nay là RSA Insurance Group)
- Chemins de fer du Nord (1845)
- Công ty khai thác Rio Tinto (1873) (từ những năm 1880 trở đi, gia tộc Rothschild nắm toàn quyền kiểm soát Rio Tinto)[35]
- Eramet (1880)
- Imerys (1880)
- De Beers (1888)

Gia tộc này đã tài trợ cho Cecil Rhodes trong việc thành lập thuộc địa Rhodesia ở Châu Phi. Từ cuối những năm 1880 trở đi, gia tộc này đã tiếp quản quyền kiểm soát công ty khai thác Rio Tinto.
Chính phủ Nhật Bản đã tiếp cận các chi nhánh của gia tộc Rothschild ở London và Paris để xin tài trợ trong Chiến tranh Nga-Nhật. Tổng số trái phiếu chiến tranh Nhật Bản do liên doanh London phát hành là 11,5 triệu bảng Anh (theo tỷ giá hối đoái năm 1907; 1,11 tỷ bảng Anh theo tỷ giá hối đoái năm 2012).
Tên tuổi của Rothschild trở thành biểu tượng của sự xa hoa và giàu có; và gia tộc này nổi tiếng với việc sưu tầm nghệ thuật, cung điện cũng như từ thiện. Đến cuối thế kỷ XIX, gia tộc này sở hữu hoặc đã xây dựng, theo ước tính thấp nhất là 41 cung điện, với quy mô và sự xa hoa có lẽ không có gia đình hoàng gia giàu có nào sánh kịp. Bộ trưởng Ngân khố Anh David Lloyd George tuyên bố, vào năm 1909, rằng Nathan, Lãnh chúa Rothschild là người đàn ông quyền lực nhất ở Anh.
Niles' Weekly Register, Tập 49 đã nói như sau về ảnh hưởng của gia tộc Rothschild đối với nền tài chính quốc tế cao cấp vào năm 1836:
Gia tộc Rothschild là kỳ quan của ngành ngân hàng hiện đại ... chúng ta thấy hậu duệ của Judah, sau cuộc đàn áp kéo dài hai nghìn năm, đã vươn lên cao hơn các vị vua, vươn lên cao hơn các hoàng đế và nắm giữ cả một lục địa trong lòng bàn tay. Gia tộc Rothschild cai quản một thế giới Cơ đốc giáo. Không một nội các nào có thể di chuyển mà không có lời khuyên của họ. Họ vươn tay, với sự dễ dàng như nhau, từ [Saint] Petersburgh đến Viên, từ Viên đến Paris, từ Paris đến London, từ London đến Washington. Nam tước Rothschild, người đứng đầu gia tộc, là vị vua thật sự của Giu-đa, là Thân vương của xứ bị lưu đày, là Đấng Mê-si mà dân tộc phi thường này mong đợi từ lâu.. Ông nắm giữ chìa khóa của hòa bình hay chiến tranh, phước lành hay nguyền rủa. ... Họ là những người môi giới và cố vấn của các vị vua châu Âu và của các thủ lĩnh cộng hòa của Mỹ. Họ còn mong muốn gì hơn nữa?

## Những thay đổi trong vận mệnh gia đình
Rothschild tại Napoli, Vương quốc Hai Sicilia là nhánh đầu tiên của gia tộc Rothschild suy yếu khi cuộc cách mạng nổ ra và Giuseppe Garibaldi chiếm được Đô thành Napoli vào ngày 7 tháng 9 năm 1860 và thành lập chính phủ lâm thời của Ý. Do mối quan hệ chính trị chặt chẽ của gia tộc với Đế quốc Áo và Đệ Nhị Đế chế Pháp, Adolphe Carl von Rothschild đã rơi vào tình thế khó khăn. Ông đã chọn ẩn náu tạm thời ở Gaeta cùng với vị vua cuối cùng của Vương quốc Hai Sicilia, Francesco II. Tuy nhiên, các nhánh Rothschild ở London, Paris và Viên không lên kế hoạch và cũng như không muốn hỗ trợ tài chính cho vị vua bị phế truất Francesco II. Với sự thống nhất Ý sau đó và căng thẳng gia tăng giữa Adolph và những người còn lại trong gia đình, chi nhánh của Rothschild ở Napoli đã đóng cửa vào năm 1863 sau 42 năm kinh doanh.
Năm 1901, nhánh ở Đức đóng cửa sau hơn một thế kỷ kinh doanh sau cái chết của Wilhelm Carl von Rothschild mà không có người thừa kế nam. Phải đến năm 1989, gia đình mới trở về Đức, khi N M Rothschild & Sons, chi nhánh tại Anh, cùng với Bank Rothschild AG, chi nhánh tại Thụy Sĩ, thành lập một văn phòng đại diện tại Frankfurt.
Đến đầu thế kỷ XX, việc áp dụng hệ thống thuế quốc gia đã chấm dứt chính sách hoạt động với một bộ hồ sơ tài khoản thương mại duy nhất của gia tộc Rothschild, dẫn đến việc các chi nhánh khác nhau dần dần đi theo con đường riêng của mình như những ngân hàng độc lập. Hệ thống của 5 anh em ban đầu và những người con trai kế nhiệm của họ gần như biến mất vào Thế chiến thứ nhất.
Sự trỗi dậy của Đức Quốc xã vào những năm 1930 đã dẫn đến tình hình bấp bênh cho gia tộc Rothschild ở Áo khi Cộng hòa Áo bị sáp nhập vào năm 1938, gia tộc này bị ép phải bán hoạt động ngân hàng của mình với giá chỉ bằng một phần nhỏ giá trị thực. Trong khi những người nhà Rothschild khác đã đào thoát khỏi Đức Quốc xã, Louis Nathaniel de Rothschild đã bị giam giữ trong 1 năm và chỉ được thả sau khi gia đình ông trả một khoản tiền chuộc đáng kể. Sau khi Louis được phép rời khỏi đất nước vào tháng 3 năm 1939, Đức Quốc xã đã đặt công ty của S.M. von Rothschild dưới sự quản lý bắt buộc. Các sĩ quan Đức Quốc xã và nhân viên cấp cao từ các bảo tàng Áo cũng đã lấy hết đồ đạc có giá trị của gia đình Rothschild. Sau chiến tranh, gia đình Rothschild chi nhánh Áo không thể đòi lại được nhiều tài sản và bất động sản trước đây của họ.
Sau đó, sự sụp đổ của Pháp trong Thế chiến thứ hai đã dẫn đến việc tịch thu tài sản của gia đình Rothschild nhánh Pháp dưới sự chiếm đóng của Đức. Mặc dù ngân hàng của họ đã được khôi phục lại vào cuối chiến tranh, gia đình Rothschild nhánh Pháp đã bất lực vào năm 1982 khi doanh nghiệp gia đình bị chính phủ Đảng Xã hội của Tổng thống mới đắc cử François Mitterrand quốc hữu hóa.
Ngoài ra, tờ The New York Times viết rằng gia tộc Rothschild "đã đánh giá sai lầm nghiêm trọng các cơ hội ngay bên kia Đại Tây Dương" và trích dẫn lời Evelyn de Rothschild nói rằng mặc dù các nhánh khác nhau của gia tộc đã đạt được những thành tựu trong lĩnh vực tài chính quốc tế cao cấp trong hơn 200 năm, "chúng tôi chưa bao giờ nắm bắt được sáng kiến ở Mỹ và đó là một trong những sai lầm mà gia đình tôi đã mắc phải".

## Các tước hiệu cha truyền con nối
Năm 1816, bốn trong số năm người con trai của Mayer Amschel Rothschild được Hoàng đế Franz I của Áo phong làm Quý tộc Áo. Người con trai còn lại, Nathan, được phong làm quý tộc vào năm 1818. Tất cả họ đều được phong tước hiệu cha truyền con nối của Áo là Freiherr (nam tước) vào ngày 29 tháng 9 năm 1822. Do đó, một số thành viên trong gia đình đã sử dụng tiền tố quý tộc de hoặc von trước họ của mình để thừa nhận việc phong tước.
Năm 1847, Anthony de Rothschild được phong làm Tòng nam tước cha truyền con nối của Vương quốc Anh. Năm 1885, Nathan Rothschild, Tòng nam tước thứ 2, được phong tước hiệu quý tộc cha truyền con nối là Nam tước Rothschild trong Đẳng cấp quý tộc Vương quốc Liên hiệp Anh. Tước hiệu này hiện do Nathaniel Rothschild, Nam tước Rothschild thứ 5 nắm giữ.

## Các chi nhánh

### Chi nhánh tại Anh
Chi nhánh của gia tộc Rothschild tại Anh thành lập năm 1798 bởi Nathan Mayer von Rothschild (1777-1836), đầu tiên ông định cư tại Manchester nhưng sau chuyển về Luân Đôn. Nathan được gởi tới Anh bởi cha ông, Mayer Amschel Rothschild (1744-1812). Amschel mong muốn các con ông tự thành công và phát triển công việc kinh doanh của gia tộc ra khắp Châu Âu, Mayer Amschel Rothschild để lại con trai cả tại Frankfurt, trong khi 4 người con trai khác được gởi đến những thành phố châu Âu để thành lập một tổ chức tài chính để đầu tư kinh doanh và cung cấp dịch vụ ngân hàng. Nathan Mayer von Rothschild, người con thứ ba, ban đầu thành lập một xưởng dệt may kinh doanh tại Manchester và sau đó thành lập ngân hàng N M Rothschild & Sons tại Luân Đôn.
Hôn nhân quốc tế cận huyết là một phần quan trọng trong chiến lược của gia tộc để đảm bảo quyền lực tài chính vẫn nằm trong tay của gia tộc. Từ trụ sở chính tại Frankfurt, những người con trai không chỉ củng cố quyền lực của họ tại Anh mà còn tại Paris, Viên và Napoli tại Vương quốc Hai Sicilia. Xuyên suốt những nỗ lực hợp tác của họ, nhà Rothschild đi đến thành công nổi bật với đa dạng những nỗ lực kinh doanh ngân hàng bao gồm dịch vụ cho vay, kinh doanh trái phiếu chính phủ hay giao dịch vàng. Những điều đó mang lại cho họ những cơ hội đầu tư tốt và suốt thế kỉ XIX họ là những nhà đầu tư chính trong việc khai thác khoáng sản và giao thông đường sắt mang lại nền tảng cho việc phát triển kinh tế vượt bậc của Châu Âu.
Những thay đổi trong cơ quan đầu não của chính phủ, chiến tranh và một số sự kiện tương tự đã ảnh hưởng tới quyền lợi và gây tổn hại lợi ích của gia tộc. Tuy nhiên, có 3 sự kiện lịch sử chính đã đặc biệt gây tổn hại đến lợi ích của mọi gia tộc ngân hàng Rothschild trên toàn châu Âu đó là: 1)Cuộc cách mạng năm 1848, 2)Cuộc Đại khủng hoảng và 3)Sự ra đời của Chủ nghĩa Quốc xã vào cuối thập niên 30 của thế kỉ XX cho đến cuộc Chiến tranh thế giới thứ hai.

### Các chi nhánh tại Pháp

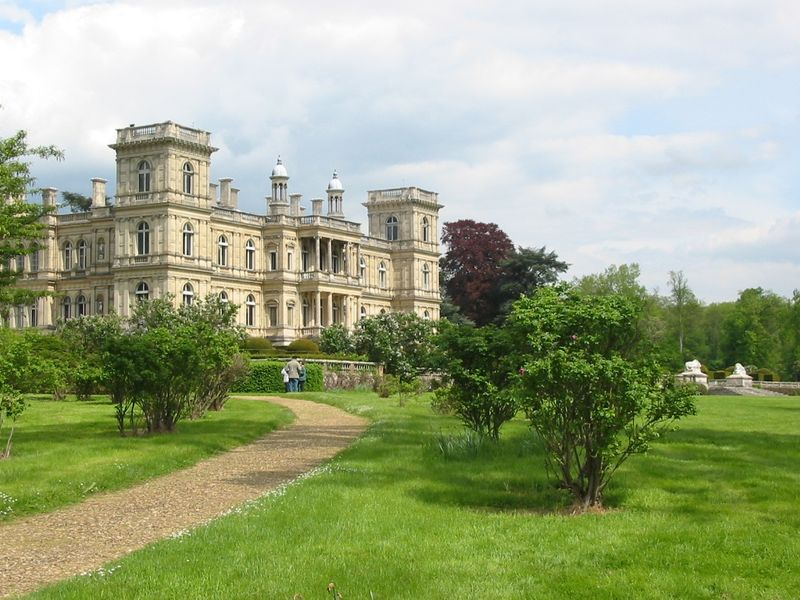
Lâu đài de Ferrières, lâu đài lớn nhất thế kỉ XIX, được xây dựng năm 1854. Lâu đài được xây trên 1 bất động sản rộng 30 km². Lâu đài đã được hiến tặng cho đại học Paris bởi gia tộc năm 1975.

Có tới 2 chi nhánh của gia tộc tại Pháp.
Đầu tiên là James Mayer de Rothschild (1972-1868), được biết tới với tên "James", người thành lập công ty de Rothschild Frères tại Paris. Trong cuộc chiến tranh Napoleon, ông ta đóng 1 vai trò chính trong việc xuất vốn cho công trình đường sắt và kinh doanh khai khoáng, điều này đã giúp Pháp trở thành một cường quốc công nghiệp. Con trai của James là Gustave de Rothschild và Alphonse James de Rothschild tiếp nối truyền thống kinh doanh ngân hàng và là người bảo lãnh của 5 tỉ tiền bồi thường bị yêu cầu bởi quân đội chiếm hữu của Vương quốc Phổ vào thập niên 1870 trong Chiến tranh Pháp-Phổ.  Vào năm 1980, kinh doanh tại Paris đã có 2,000 nhân viên và có doanh thu hàng năm là 26 tỉ francs (5 tỉ USD theo tỷ giá năm 1980).
Nhưng sau đó kinh doanh của gia tộc tại Paris phải hứng chịu một cú sốc lớn khiến công việc kinh doanh gần như phá sản vào năm 1982 khi nhà nước xã hội chủ nghĩa của François Mitterrand quốc hữu hóa công ty và đổi tên công ty lại thành Compagnie Européenne de Banque. Nam tước David de Rothschild, lúc ấy 39 tuổi, quyết định ở lại và xây dựng lại. Từ đó ông tạo ra một thực thể công ty mới của gia tộc tại thủ đô Paris với cái tên Rothschild & Cie Banque chỉ với ba nhân viên và nguồn vốn 1 triệu USD. Ngày nay, hoạt động tại Paris của họ có 22 đối tác và chiếm một phần quan trọng trong việc kinh doanh toàn cầu.
Những thế hệ tiếp nối của gia tộc tại Pháp tiếp tục trong việc kinh doanh của gia tộc, trở thành một trong những thành phần chính trong việc đầu tư kinh doanh ngân hàng quốc tế. Những chi nhánh của gia tộc Rothschild từ đó đã dẫn đầu trong hiệp hội đầu tư Thomson về đầu tư sáp nhập và thu mua lại tại Vương quốc Anh, Pháp và Ý.
Một người con trai khác của James Mayer de Rothschild là Edmond James de Rothschild đã rất tích cực tham gia trong các lĩnh vực từ thiện và nghệ thuật và cũng một trong những người đi đầu ủng hộ chủ nghĩa phục quốc Do Thái. Cháu trai của ông là Nam tước Edmond Adolphe de Rothschild thành lập một ngân hàng tư nhân là Hội LCF Rothschild vào năm 1953. Từ năm 1997, Nam tước Benjamin de Rothschild là chủ tịch Hội LCF. Vào năm 2008, tổng tài sản của LCF đã lên tới 100 tỉ € và sở hữu nhiều doanh nghiệp kinh doanh rượu vang tại Pháp (Château Clarke, Château des Laurets) và tại Australia hoặc Nam Phi. Năm 1961, Edmond Adolphe de Rothschild, vào lúc 35 tuổi, mua công ty Club Med, sau khi ông ấy đến du lịch tận hưởng và cảm thấy thích khu du lịch của công ty. Cổ phần của ông ta trong công ty Club Med được bán ra hết vào thập niên 1990. Vào năm 1973, ông ta mua lại Nhà băng bang California và bán lại chính cổ phần đó vào năm 1984 trước khi nó được bán cho Ngân hàng Mitsubishi vào năm 1985.

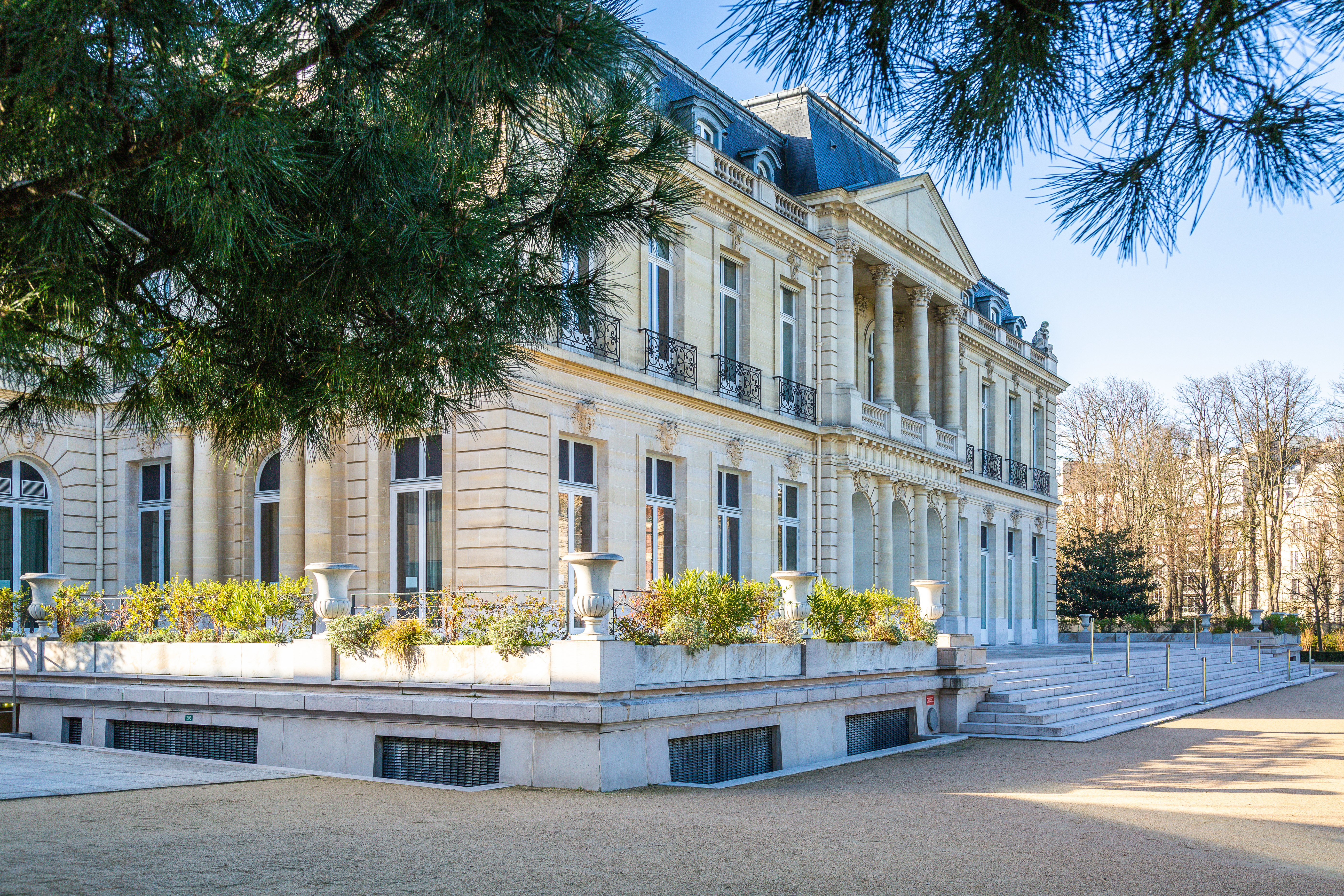
Château de la Muette
Một lâu đài của nam tước Baron Henri James de Rothschild tại Paris

Chi nhánh thứ hai của gia tộc tại Paris được thành lập bởi Nathaniel de Rothschild (1812-1870). Sinh ra và lớn lên tại Luân Đôn, Nathaniel de Rothschild là người con thứ tư của người thành lập chi nhánh tại Anh là Nathan mayer Rothschild (1777-1836). Năm 1850, Nathaniel Rothschild chuyển tới Paris dưới danh nghĩa làm việc cùng với người chú James Mayer Rothschild. Tuy nhiên, năm 1853 Nathaniel đã mua Château Brane Mouton, một vườn trồng nho tại Pauillac tại hạt Gironde. Sau đó, Nathaniel đổi tên nó thành Château Mouton Rothschild và sau này đã trở thành một trong những nhãn hiệu nổi tiếng nhất thế giới. Năm 1868, chú của Nathaniel là James Mayer de Rothschild tiếp quản luôn cả những vườn nho thuộc khu vực lân cận vườn nho Chateau Lafite.

### Chi nhánh gia tộc tại Áo

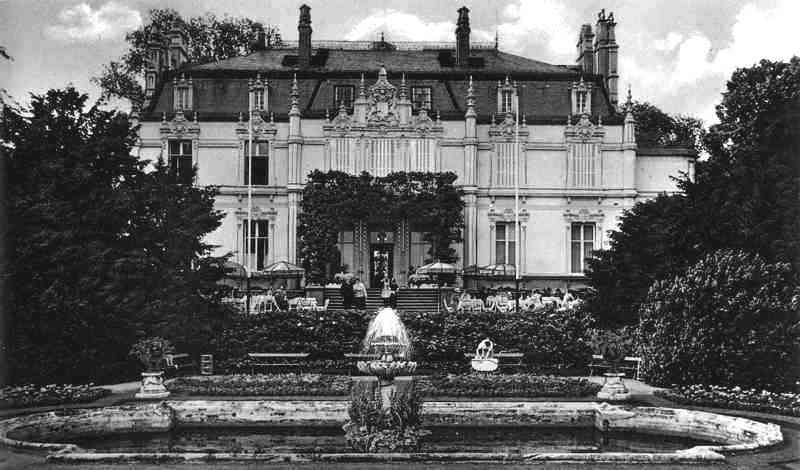
Grüneburgschlößchen, Frankfurt, 1845, một trong nhiều biệt thự sân vườn của gia tộc tại Đức. Tòa nhà này đã bị phá hủy bởi vụ đánh bom của quân đồng minh vào năm 1944.

Tại Viên vào thập kỉ 1820, Salomon Mayer Rothschild đã thành lập một ngân hàng sau đó phát triển và đạt được một gia sản cùng địa vị to lớn cho gia tộc tại Áo. Cuộc phá sản năm 1929 đưa đến nhiều rắc rối và cùng lúc đó Nam tước Louis Nathaniel de Rothschild đã phải nỗ lực để chống đỡ cho Creditanstalt - ngân hàng lớn nhất nước Áo - để ngăn nó sụp đổ. Tuy vậy, trong cuộc Chiến tranh thế giới thứ hai, họ bị buộc phải đưa ngân hàng của họ cho Đức Quốc xã và chạy trốn khỏi Áo. Những Dinh thự Rothschild, một bộ sưu tập gồm những dinh thự sân vườn tại Vienna được xây dựng và sở hữu bởi gia tộc đã bị tịch thu, cướp bóc và phá hủy bởi Đức Quốc xã. Những dinh thự này nổi tiếng với kích cỡ tuyệt đối và bộ sưu tập khổng lồ như tranh, áo giáp, thảm thêu và tượng điêu khắc (một vài trong số đó đã được hoàn lại cho Rothschild bởi chính phủ Áo vào năm 1999). Mọi thành viên trong gia tộc đã trốn thoát khỏi cuộc tàn sát Holocaust, một trong số họ đã chuyển tới Mỹ và chỉ trở về châu Âu sau khi chiến tranh kết thúc. Vào năm 1999, chính phủ Áo đồng ý hoàn trả lại cho gia tộc Rothschild khoảng 250 báu vật nghệ thuật bị Quốc xã cướp và trưng bày tại viện bảo tàng quốc gia sau chiến tranh.

### Chi nhánh gia tộc tại Napoli

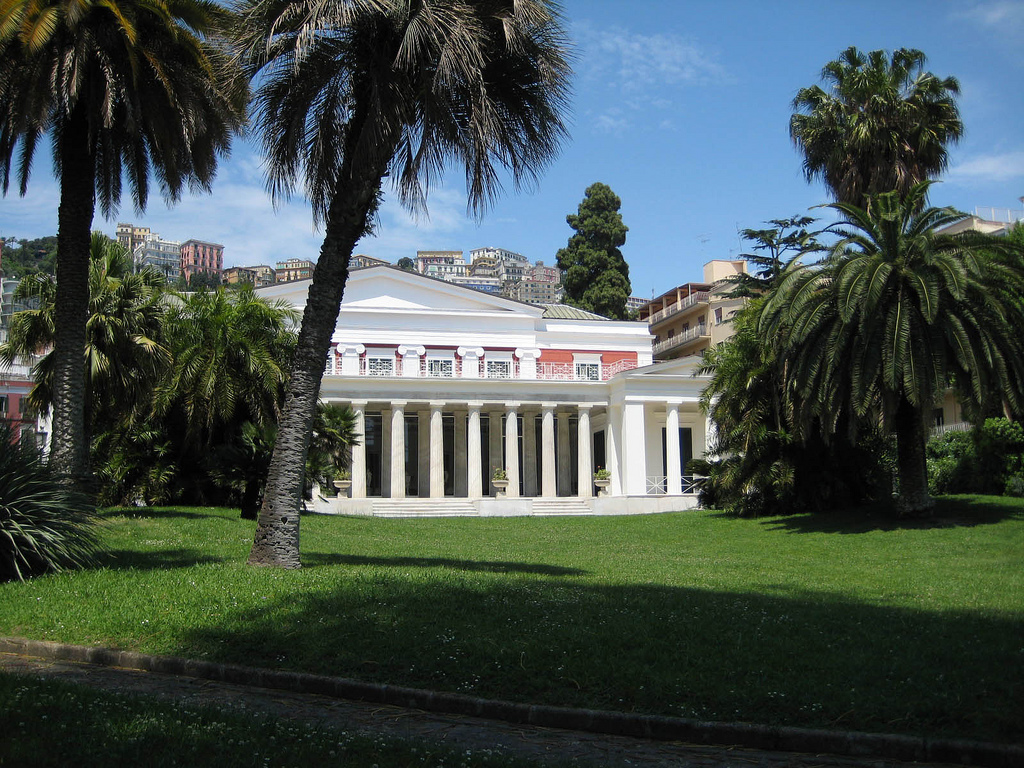
Villa Pignatelli, tại Napoli với tầm nhìn lên núi Vesuvius

Ngân hàng C M de Rothschild & Figli đã cho lãnh thổ của các Đức Giáo hoàng và nhiều Đức vua Napoli cộng với Công tước của Parma và tổng Công tước của Tuscany vay một khoản tiền đáng kể. Tuy nhiên, trong thập niên 1830, Napoli theo sau Tây Ban Nha với một sự thay đổi dần dần trong việc phát hành trái phiếu và bắt đầu ảnh hưởng tới sự phát triển và lợi nhuận của ngân hàng. Sự kiện Thống nhất nước Ý vào năm 1861 đã làm cho các quý tộc Ý suy yếu - những người từng là khách hàng chính của gia tộc Rothschild - cuối cùng đã dẫn đến việc đóng cửa chi nhánh tại Napoli của gia tộc Rothschild dựa trên dự đoán nhà băng tại Napoli không có khả năng phát triển lâu dài. Tuy nhiên, vào đầu thế kỉ XIX, gia tộc Rothschild tại Napoli đã xây dựng một mối quan hệ chặt chẽ với Ngân hàng Vatican và giao thiệp giữa Vatican và gia tộc vẫn tiếp tục tận đến thế kỉ XX. Vào năm 1832, khi mà Giáo hoàng Pope Gregory XVI gặp Carl von Rothschild, những người chứng kiến cuộc gặp gỡ này đã sốc khi Carl von Rothschild không bị yêu cầu hôn chân Giáo hoàng Pope điều mà tất cả những người diện kiến Giáo hoàng đều phải làm vào thời đó, bao gồm cả các vua chúa.
| “ | "Gia tộc Rothschilds... là người bảo vệ cho kho báu của Giáo hoàng." -Bách khoa toàn thư Judaica, 1901–1906, tập 2, trang 497 | ” |

## Bản sắc Do Thái và vị thế trong Chủ nghĩa phục quốc Do Thái
Sự đoàn kết bảo vệ sắc tộc Do Thái trong gia tộc là không đồng nhất. Nhiều người trong gia tộc ủng hộ của Chủ nghĩa phục quốc Do Thái, trong khi một số khác lại phản đối sự thành lập của một nhà nước Do Thái. Lãnh chúa Victor Rothschild từ chối giúp đỡ và chu cấp nơi tị nạn cho dân Do Thái trong cuộc tàn sát chủng tộc Holocaust. Vào năm 1917, Walter Rothschild, 2nd Baron Rothschild là người được nhận lá thư "Tuyên bố Balfour" gởi đến Liên đoàn Do Thái, trong đó cam kết sẽ lập ra một nhà nước cho người Do Thái do chính phủ Anh thành lập tại Palestine.
Sau cái chết của James Jacob de Rothschild vào năm 1868 thì con trai cả của ông là Alphonse Rothschild tiếp quản kinh doanh ngân hàng của gia đình và là người giúp đỡ tích cực nhất cho Eretz Irael. Những lưu trữ về gia tộc Rothschild cho thấy rằng xuyên suốt thập niên 1870 gia tộc đã đóng góp gần 500,000 francs mỗi nằm thay mặt cho cộng đồng Do thái tại phương Tây cho Liên minh Irael Universelle. Nam tước Edmond James de Rothschild, người con trai út của James Jacob de Rothschild đồng thời là người bảo trợ cho nợi định cư đầu tiên của người Do Thái tại Rishon LeZion, Palestine. Ông đã mua mảnh đất đó từ địa chủ ở đế quốc Ottoman, hiện nay nó nằm tại Israel. Vào năm 1924, ông thành lập Hiệp hội thực dân Do Thái tại Palestine (PICA), Hiệp hội đã mua hơn 125.000 mẫu Anh (50.586 ha) đất đai và thành lập những dự án kinh doanh. Tại Tel Aviv, ông ta thậm chí có hẳn một con đường Rothschild Boulevard mang tên ông ấy cũng như các địa phương khác nhau khắp Israel khi ông ta hỗ trợ thành lập bao gồm Metulla, Zikhron Ya'akov, Rishon Lezion, và Rosh Pina. Công viên Edmon de Rothschild tại Boulogne-Billancourt, Paris cũng được đặt theo tên người thành lập là ông ta. Nhà Rothschild cũng đóng 1 vai trò quan trọng trong việc hỗ trợ xây dựng cơ sở hạ tầng nhà nước Israel. James A. de Rothschild xuất vốn xây dựng tòa nhà Knesset như một món quà tặng cho nhà nước Israel cùng với đó là công trình Tòa án tối cao Israel được tặng cho Israel bởi Dorothy de Rothschild. Bên ngoài phòng tổng thống Israel thậm chí còn biểu trưng lá thư của Bà Rothschild viết cho thủ tướng lâm thời của Israel là Shimon Peres để thể hiện sự bà ta có ý định xây thêm một tòa án cho các thẩm phán tối cao.
Baron Benjamin Rothschild- một thành viên chủ chốt của gia tộc tại Thụy Sĩ - khi được phỏng vấn bởi Haaretz vào năm 2010 phát biểu rằng ông ủng hộ tiến trình hòa bình: "Tôi hiểu rằng đó là một công việc phức tạp, chủ yếu bởi vì những phần tử quá khích và cực đoan - ý tôi là nói về cả hai bên. Tôi nghĩ rằng các bạn có những người quá khích tại Israel... Nhìn chung tôi không có liên hệ gì với những chính khách. Tôi từng nói chuyện một lần với Netanyahu và cũng từng gặp bộ trưởng bộ tài chính Israel nhưng càng ít liên hệ với các chính khách thì tôi càng cảm thấy tốt hơn." Trong vấn đề bản sắc tôn giáo thì ông thể hiện một quan điểm mở: "Chúng ta cùng làm việc với đủ thể loại các quốc gia, bao gồm cả các nước Ả-rập... Bạn trai của con gái lớn của tôi là một người Ả-rập Saudi. Cậu ta là một người đàn ông tốt, nếu con gái tôi muốn cưới cậu ta thì tôi sẽ không ngăn cấm."

### Những địa điểm ở Israel được đặt theo tên của các thành viên gia tộc Rothschild
Chủ yếu là do lòng hào phóng và ảnh hưởng của Nam tước Edmond James de Rothschild, HaNadiv (Người bảo trợ), đối với lịch sử của Đất nước Israel và Nhà nước Israel, nên có một truyền thống đặt tên cho các thành phố, thị trấn và các khu định cư khác ở Israel để vinh danh các thành viên của gia tộc Rothschild. Sáu trong số những địa điểm này được nhóm lại trong cùng một khu vực, trên đồng bằng Sharon, trong khi những địa điểm khác nằm rải rác khắp cả nước. Chúng được liệt kê theo thứ tự thành lập:
- Zichron Ya'akov (tiếng Do Thái: Ký ức của Jacob), một thị trấn được thành lập vào năm 1882 và được đặt theo tên cha của Người bảo trợ, James [Jacob] Mayer de Rothschild (1792–1868) thuộc nhánh Paris của gia đình;
- Mazkeret Batya (tiếng Do Thái: Ký ức của Batya), một hội đồng địa phương gần Tel Aviv, được thành lập vào năm 1883 và được đặt theo tên Betty von Rothschild (1805–1886), mẹ của Người bảo trợ;
- Bat Shlomo (tiếng Do Thái: Con gái của Salomon), một moshav gần Rehovot, được thành lập vào năm 1889 và cũng được đặt theo tên mẹ của Nam tước, con gái của Salomon Mayer von Rothschild (1774–1855), ông nội của Nhà hảo tâm từ chi nhánh Viên;
- Meir Shfeya (tiếng Do Thái: Cánh đồng Mayer), một ngôi làng dành cho thanh thiếu niên gần Zichron Ya'acov, được thành lập như một moshava vào năm 1891 và được đặt theo tên Amschel Mayer von Rothschild (1773–1855), ông nội của Nhà hảo tâm từ chi nhánh Frankfurt;
- Givat Ada (tiếng Do Thái: Đồi Ada), một thị trấn gần Zichron Ya'acov, được thành lập vào năm 1903 và được đặt theo tên vợ của Nhà hảo tâm là Adelheid von Rothschild (1853–1935), cũng là chị em họ của ông, từ chi nhánh Napoli;
- Binyamina-Giv'at Ada, một thị trấn gần Zichron Ya'acov, được thành lập vào năm 1922 và được đặt theo tên của chính nhà hảo tâm (Binyamina đã chính thức sáp nhập với Givat Ada vào năm 2003);
- Ashdot Ya'akov (tiếng Do Thái: Thác Jacob), một kibbutz nằm ngay phía nam Biển hồ Galilee, được thành lập vào năm 1924 và được đặt theo tên của James Armand Edmond de Rothschild (1878–1957), con trai của nhà hảo tâm;
- Pardes Hanna (tiếng Do Thái: Vườn cây ăn quả [Cam] của Hannah), một hội đồng địa phương gần Zichron Ya'acov, được thành lập vào năm 1929 và được đặt theo tên của Hannah Primrose, Bá tước phu nhân xứ Rosebery (nhũ danh de Rothschild; 1851–1890), con gái của Mayer Anschel Rothschild;[57][58][59]
- Shadmot Dvora (tiếng Do Thái: Những cánh đồng canh tác của Deborah), một moshav gần Tiberias, được thành lập vào năm 1939 và được đặt theo tên của Dorothy de Rothschild (1895–1988), vợ của James de Rothschild và là con dâu của nhà hảo tâm;
- Sde Eliezer (tiếng Do Thái: Cánh đồng của Eliezer), một moshav ở Thung lũng Hula, được thành lập vào năm 1950 và được đặt theo tên của Robert Rothschild (1911–1998), một người họ hàng của nhà hảo tâm thuộc chi nhánh Pháp.[60]

## Kinh doanh tân thời

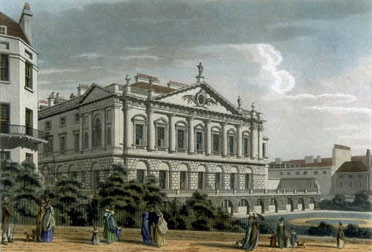
Gia tộc đã hoàn toàn khôi phục Ngôi nhà Spencer, St.Jame's Park, Luân Đôn

Từ cuối thế kỷ XIX, sự giàu có của gia tộc trở nên bí mật. Họ đã hiến tặng nhiều biệt thự nổi tiếng cũng như rất nhiều số lượng các tác phẩm nghệ thuật cho từ thiện và tránh phô trương tài sản thật sự của gia tộc. Ngày nay, kinh doanh của gia tộc đã ở một mức độ nhỏ hơn khi so sánh với kinh doanh của họ xuyên suốt thế kỷ XIX, tuy rằng họ đã mở rộng đa dạng hóa các lĩnh vực kinh doanh như: kinh doanh ngân hàng, quản lý tài chính, tư vấn tài chính, kinh doanh rượu vang và từ thiện.

### Tập đoàn Rothschild
Từ năm 2003, một nhóm ngân hàng của gia tộc Rothschild được quản lý bởi Tổ chức tiếp nối Rothschild (Rothschild Continuation Holdings) - một tập đoàn cổ phần đăng ký tại Thụy Sĩ dưới sự dẫn dắt của chủ tịch Nam tước David René de Rothschild. Công ty được điều khiển bởi công ty Concordia BV - một công ty cổ phần chủ chốt tại Hà Lan. Concordia BV được điều hành bởi Paris Orléans S.A. - một công ty cổ phần tại Pháp. Paris Orléans S.A. cuối cùng bị điều khiển bởi một công ty cổ phần của gia tộc Rothschild - công ty Rothschild Concordia SAS. Công ty Rothschild & Cie Banque quản lý hoạt động của kinh doanh ngân hàng của nhà Rothschild tại Pháp và châu Âu, trong khi Rothschild Continuation Holdings quản lý một lượng ngân hàng khác của gia tộc ở nơi khác bao gồm N M Rothschild & Sons tại Luân Đôn. 20% cổ phần của Tổ chức tiếp nối Rothschild (Rothschild Continuation Holdings) được bán lại cho Jardine Strategic vào năm 2005 - một công ty con của công ty Jardine, Matheson & Co. tại Hồng Kông. Vào tháng 11 năm 2008, nhóm Rabobank, là nhóm ngân hàng tư nhân hàng đầu về đầu tư và kinh doanh ngân hàng tại Hà Lan, chiếm 7.5% cổ phần của Rothschild Continuation Holdings AG. Rabobank và nhà Rothschild đã đồng ý hợp tác trong lĩnh vực tư vấn mua bán và sáp nhập (M&A) và tư vấn cho thị trường xuất vốn sở hữu đầu tư trong lĩnh vực kinh doanh nông nghiệp và thực phẩm. Quyết định hợp tác với Rabobank là có mục đích giúp tập đoàn Rothschild Continuation Holdings AG đạt được chìa khóa tới một nguồn vốn dồi dào hơn cùng với đó là tăng sự ảnh hưởng của công ty lên thị trường Đông Á.
Paris Orléans S.A. là một công ty cổ phần được liệt kê trong danh sách Euronext Paris và quản lý bởi chi nhánh Anh và Pháp của gia tộc Rothschild. Paris Orléans là công ty chính của nhóm ngân hàng Rothschild và quản lý hoạt động kinh doanh ngân hàng của nhóm này bao gồm ngân hàng N M Rothschild & Sons và Rothschild & Cie Banque. Công ty này có hơn 2000 nhân viên. Giám đốc của công ty bao gồm Eric de Rothschild, Robert de Rothschild và Count Philppe de Nicolay.
N M Rothschild & Sons là một ngân hàng đầu tư ở Anh, hầu hết công việc của ngân hàng này là làm cố vấn cho các thương vụ sáp nhập và mua lại. Vào năm 2004, ngân hàng đã rút lại tiền của từ thị trường vàng - một hàng hóa mà những doanh nhân ngân hàng của nhà Rothschild đã kinh doanh trong hai thế kỉ. Vào năm 2006, với tổng giao dịch lên đến 104.9 tỉ USD thì ngân hàng này đã đứng thứ hai trong danh sách UK M&A (Các giao dịch mua bán và sáp nhập tại Anh). Cũng vào năm 2006, ngân hàng đã ghi nhận một khoản lợi nhuận trước khi tính thuế hàng năm là 83.2 triệu bảng Anh với tài sản lên tới 5.5 tỉ bảng Anh.
Đến ngày 5 tháng 5 năm 2004, giá vàng được điều chỉnh hai lần mỗi ngày vào 10:30 sáng và 3:00 chiều tại các cơ sở của ngân hàng N M Rothschild bởi những nhà chứa vàng chính của thế giới - ngân hàng Đức, HSBC, ScotiaMocatta và Société Générale. Một cách không chính thức, việc điều chỉnh giá vàng cung cấp một thước đo chuẩn mực để định giá phần lớn các sản phẩm làm bằng vàng và các mặt hàng liên quan tới vàng khắp các thị trường thế giới. Mỗi ngày vào lúc 10:30 và 15:00 giờ địa phương, năm đại diện của các ngân hàng đầu tư họp mặt trong một căn phòng nhỏ tại trụ sở gia tộc tại ngõ St Swithin's, Luân Đôn. Ở trung tâm căn phòng là chủ tịch, người được chỉ định theo truyền thống bởi ngân hàng Rothschild. Tuy nắm quyền trong tay nhưng ngân hàng Rothschild đã rời bỏ khỏi thị trường mua bán vàng. Việc điều chỉnh giá vàng hiện giờ được diễn ra bởi một hội nghị qua điện thoại và chủ tịch được luân phiên hàng năm.

### Tập đoàn Edmond de Rothschild

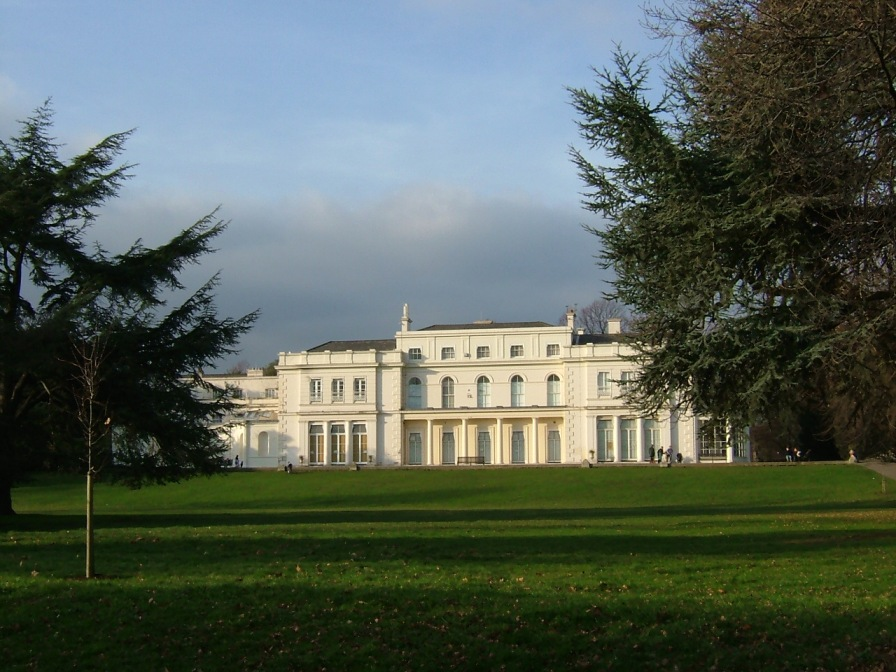
Tòa dinh thự lớn tại Gunnersbury Park, London

Vào năm 1953, một thành viên người Thụy Sĩ của gia tộc Rothschild là Edmond Adolphe de Rothschild (1926-1997) thành lập LCF Rothschild Group (hiện nay có tên gọi là Edmond de Rothschild Group) đặt trụ sở chính tại Genève với tài sản 100 tỉ bảng Anh và hiện nay nhóm này đã mở rộng ra 15 quốc gia trên toàn thế giới. Mặc dù nhóm này cơ bản là một nhóm kinh doanh tài chính chuyên môn đặc biệt trong lĩnh vực quản lý tài chính và kinh doanh ngân hàng tư nhân nhưng hoạt động của nhóm cũng bao gồm nhiều lĩnh vực như nông nghiệp, khách sạn cao cấp, và tổ chức đua thuyền buồm. Ủy ban chấp hành của Edmon de Rothschild Group hiện tại được điểu khiển bởi Benjamin de Rothschild con trai của Nam tước Edmon.
Cuối năm 2010, Benjamin de Rothschild phát biểu rằng gia tộc đã không bị ảnh hưởng bởi cuộc Khủng hoảng tài chính 2007–08 bởi vì cơ sở áp dụng kinh doanh bảo thủ và thận trọng: "Chúng tôi đã vượt qua nó một cách tốt đẹp, bởi vì quản lý đầu tư của chúng tôi đã không muốn đặt tiền vào những thứ điên rồ." Ông cũng nói thêm rằng nhà Rothschild vẫn còn trong quy mô kinh doanh nhỏ, kinh doanh truyền thống của gia đình, và đã chăm sóc tốt những khách hàng đầu tư của mình hơn là những công ty Mỹ, ông nói rằng: "Khách hàng biết chúng tôi sẽ không đầu cơ tích trữ với tiền đầu tư của anh ta".
Nhóm Edmond de Rothschild bao gồm những công ty.
- Banque privée Edmond de Rothschild - Công ty ngân hàng tư nhân Thụy Sĩ
- Compagnie Financière Edmond de Rothschild - Ngân hàng tư nhân Pháp
- La Compagnie Benjamin de Rothschild
- Cogifrance - Bất động sản
- Compagnie Vinicole Baron Edmond de Rothschild - Công ty sản xuất rượu vang

### Đối tác vốn RIT và đầu tư
Năm 1980, Jacob Rothschild, Nam tước Rothschild thứ 4 đã từ chức khỏi N M Rothschild & Sons và nắm quyền kiểm soát độc lập Rothschild Investment Trust (nay là RIT Capital Partners, một quỹ đầu tư ủy thác của Anh), nơi đã báo cáo tài sản trị giá 3,4 tỷ đô la vào năm 2008. Công ty này cũng được liệt kê trong sở giao dịch chứng khoán London.
Căn biệt thự của gia tộc tại số 18 Kensington Palace Gardens, Luân Đôn, được rao bán với giá 85 triệu bảng Anh vào năm 2001 và là bất động sản đắt tiền nhất được bán trên thế giới tại thời điểm đó. Tòa biệt thự được xây trên nền cẩm thạch với diện tích 9,000 feet vuông với tầng hầm để xe có thể chứa đến 20 chiếc.
Vào năm 2009, Jacob Rothschild, Nam tước Rothschild thứ 4 đầu tư 200 triệu USD tiền cá nhân vào một công ty khai khoáng dầu biển Bắc.
Tháng 1 năm 2010, Nathaniel Philip Rothschild mua một cổ phần đáng kể giá trị vốn hóa thị trường của công ty khai thác khoáng sản và dầu khí Glencore. Ông cũng đang mua một cổ phần lớn của công ty khai thác nhôm United Company RUSAL.
Xuyên suốt thế kỉ 19, nhà Rothschild điều khiển Công ty khai thác khoáng sản Rio Tinto, và tới hiện tại thì nhà Rothschild và Rio Tinto vẫn duy trì một quan hệ kinh doanh mật thiết.
Vào năm 2012 RIT Capital Partners tuyên bố mua 37% cổ phần của tập đoàn quản lý và tư vấn tài chính của gia tộc Rockefeller. Thỏa thuận - chủ yếu tập trung vào quản lý tài chính - đánh một bước ngoặt khi lần đầu tiên hai gia tộc tiếng tăm hợp tác với nhau. Thượng phụ của gia tộc Rockefeller tại thời điểm hiện tại là David Rockefeller đã bình luận về thỏa thuận này rằng: "Sự liên kết giữa hai gia tộc vẫn còn rất bền vững."

### Kinh doanh rượu vang

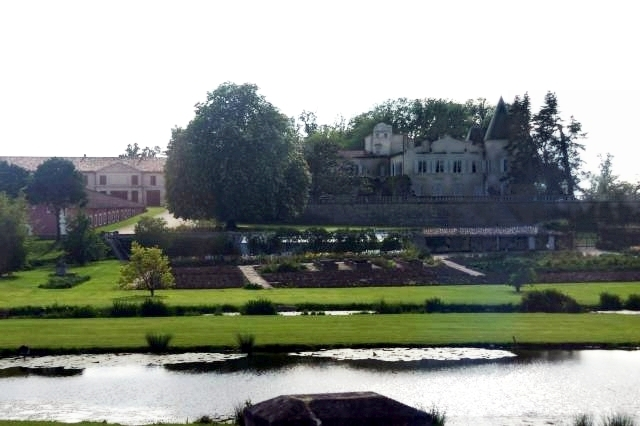
Lâu đài Lafite Rothschild tại Bordeaux nằm bên cạnh Lâu đài Mouton Rothschild, đây có lẽ là bất động sản sản xuất rượu vang uy tín nhất của gia tộc Rothschild

Nhà Rothschild đã kinh doanh trong nền công nghiệp sản xuất rượu vang được 150 năm. Vào năm 1853 thì Nathaniel de Rothschild đã mua Lâu đài Brane-Mouton và đổi tên lại thành Lâu đài Mouton Rothschild. Vào năm 1868, James Mayer de Rothschild mua lại toàn bộ khu dân cư lâu đài Lafite và đổi tên thành Lâu đài Lafite Rothschild.
Ngày nay, gia tộc Rothschild sở hữu rất nhiều bất động sản sản xuất rượu vang: những bất động sản ở pháp gồm có Château Clarke, Château de Malengin, Château Clerc-Milon, Château d'Armailhac, Château Duhart-Milon, Château Lafite Rothschild, Château de Laversine, Château des Laurets, Château L'Évangile, Château Malmaison, Château de Montvillargenne, Château Mouton Rothschild, Château de la Muette, Château Rieussec và Château Rothschild d'Armainvilliers. Họ cũng sở hữu nhiều nơi sản xuất rượu vang khác tại Bắc Mĩ, Nam Mĩ, Nam Phi và Australia.
Đặc biệt, Lâu đài Lafite Rothschild và Lâu đài Mouton Rothschild được phân vào Premier Cru Classé -- i.e. hay First Growth trong tiếng Anh, đồng nghĩa với sự phân loại rượu vang chủ yếu từ vùng Bordeaux, Pháp.
Saskia de Rothschild được bổ nhiệm làm Chủ tịch của Château Lafite Rothschild vào năm 2018, kế nhiệm cha bà, Éric de Rothschild. Château Mouton Rothschild được Philippine de Rothschild quản lý cho đến khi bà qua đời vào năm 2014. Hiện tại, công ty do con trai bà là Philippe Sereys de Rothschild điều hành.

### Nghệ thuật và từ thiện
Gia đình này từng sở hữu một trong những bộ sưu tập nghệ thuật tư nhân lớn nhất thế giới và một tỷ lệ đáng kể các tác phẩm nghệ thuật trong các bảo tàng công cộng trên thế giới là các khoản quyên góp của người nhà Rothschild, đôi khi, theo truyền thống kín đáo của gia tộc, được quyên góp ẩn danh.
Hannah Rothschild, con cả của Jacob Rothschild, Nam tước Rothschild thứ 4 đã được bổ nhiệm vào tháng 12 năm 2014 làm chủ tịch hội đồng quản trị của Bảo tàng Quốc gia Luân Đôn.

## Danh sách các khoản nắm giữ tài chính
Sau đây là danh sách các doanh nghiệp mà gia tộc Rothschild nắm giữ quyền kiểm soát hoặc quyền sở hữu đáng kể khác.
- Asia Resource Minerals
- Banque Rothschild
- Bnito[83]
- Brinco
- British South Africa Company[84]
- Chemins de fer du Nord[85]
- Club Med[86]
- Creditanstalt
- De Beers[87]
- The Economist Group[88]
- Edmond de Rothschild Group
- Eramet
- Genel Energy
- Libération[89]
- M. A. Rothschild & Söhne
- Opus One Winery
- Rio Tinto[90]
- RIT Capital Partners
- Rothschild & Co
- Royal Dutch Shell[91]
- S. M. von Rothschild
- Sociedad Minera y Metalúrgica de Peñarroya
- St. James's Place plc[92]
- Vítkovice Mining and Iron Corporation

## Tương quan về văn hóa

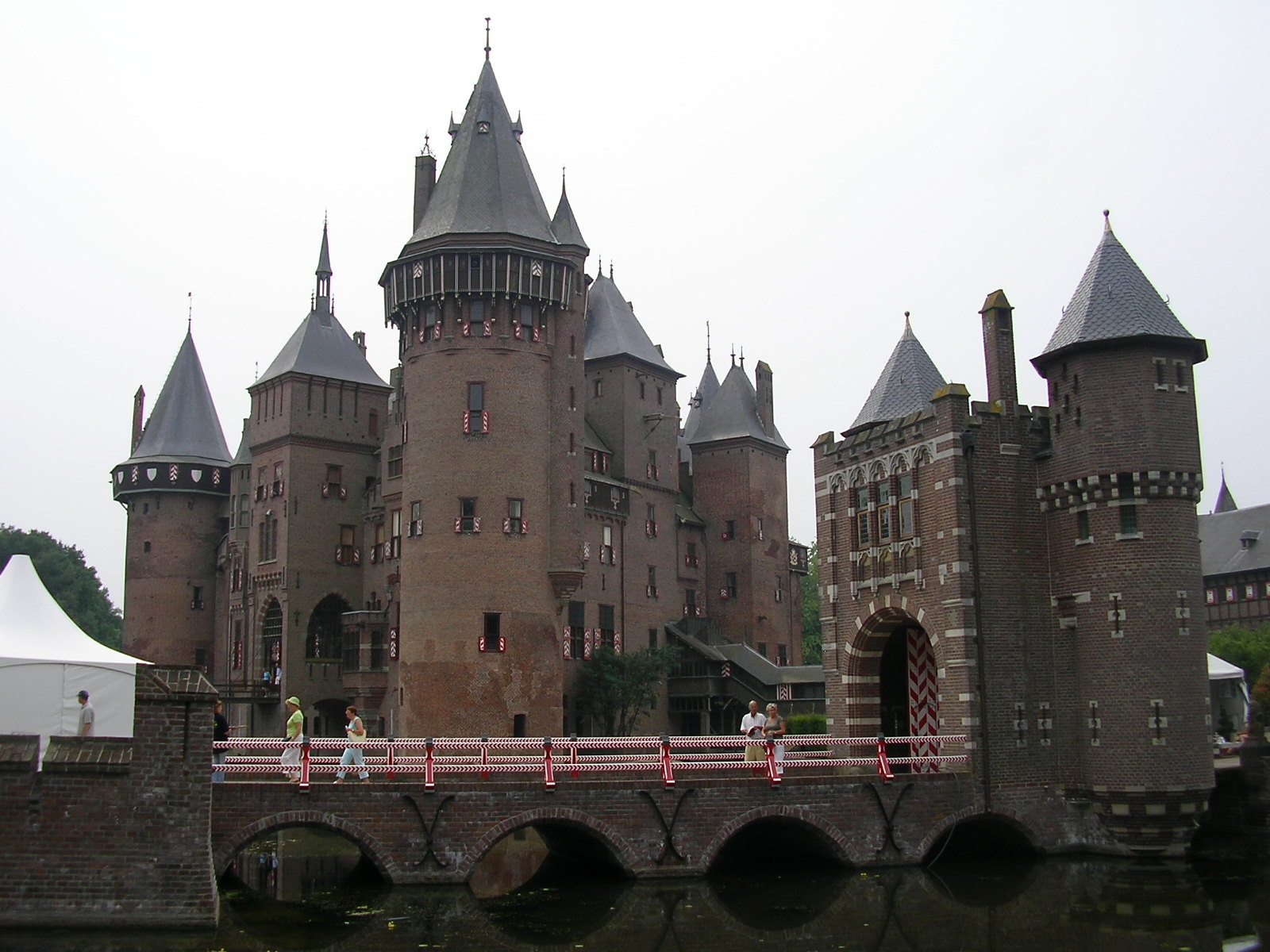
Kiến trúc Neo-Gothic Castle de Haar

Theo lời tờ Daily Telegraph: "Gia tộc kinh doanh đa quốc gia này là một biểu tượng cho sự giàu sang, quyền lực - một cách toàn quyền... Cái tên Rothschild đã gần như đồng hóa với những thứ như tiền và quyền lực đến độ hẳn rằng chưa từng có gia tộc nào làm được như vậy."

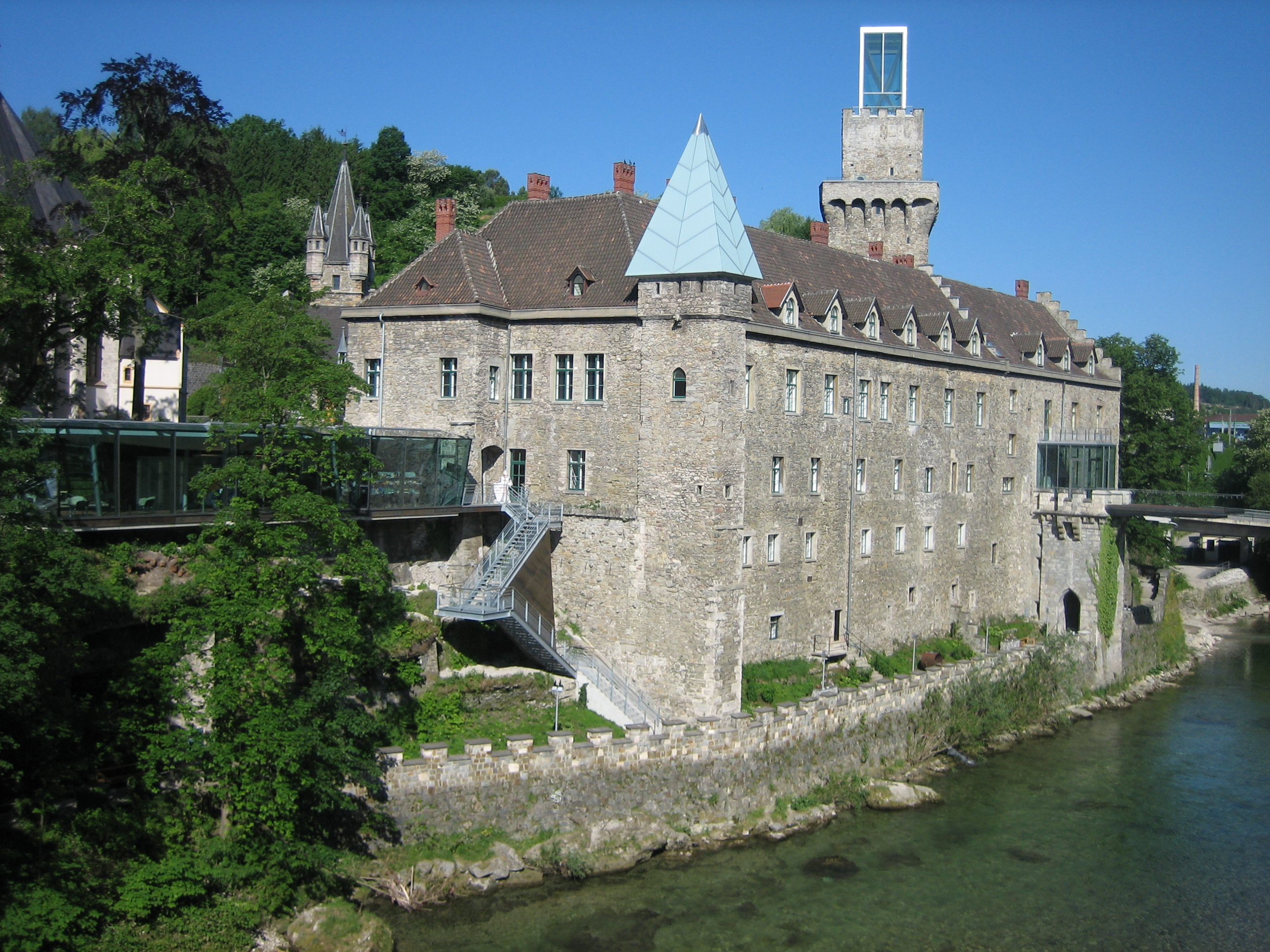
Kiến trúc Neo-Gothic Rothschildschloss, Waidhofen

Câu chuyện và gia tộc Rothschild đã được mô tả trên hàng tá phim ảnh. Bộ phim Hollywood với tựa The House of Rothschild được trình chiếu năm 1934 với sự tham gia của George Arliss và Loretta Young thuật lại cuộc đời của Mayer Amschel Rothschild. Các trích đoạn từ bộ phim này đã được tổng hợp vào bộ phim tuyên truyền tư tưởng của Quốc xã Đức Der ewige Jude (The Eternal Jew) mà không có sự cho phép của bên giữ bản quyền. Một phim khác của Quốc xã Đức Die Rothschilds (còn được gọi là Aktien auf Warterloo), được đạo diễn bởi Erich Waschneck vào năm 1940. Một vở nhạc kịch sân khấu có tên là The Rothschilds, thuật lại toàn bộ lịch sử của dòng họ này đến năm 1818, được trao giải Tony Award vào năm 1971. Nathaniel Mayer ("Natty") Rothschild, Nam tước Rothschild đệ nhất xuất hiện như một vai diễn nhỏ trong cuốn tiểu thuyết lịch sử-huyền bí Stone's Fall được viết bởi Iain Pears. Cái tên Rothschild được đề cập giữa hàng tá tên các cá nhân có ảnh hưởng lớn tới lịch sử, những nhà cách mạng công nghệ... bởi Aldous Huxley trong cuốn tiểu thuyết Brave New World của ông. Nhân vật tên Morgana Rothschild đóng một vai nhỏ trong câu truyện. Cái tên đồng nghĩa với sự giàu sang đã truyền cảm hứng cho bài hát "If I Were a Rich Man", bài hát này được dựa trên một bài hát từ truyện Tevye the Dairyman, được viết bằng Tiếng Yiddish với tên Ven ikh bin Rotshild có nghĩa tiếng Anh là "If I were a Rothschild".
Tại Pháp vào thế kỉ XIX và XX thì danh từ "Rothschild" đồng nghĩa với sự giàu sang vô hạn, phong cách neo-Gothic, và sự quyến rũ Epicurus. Gia tộc này cũng cho vay mượn cái tên mình cho "le goût Rothschild", một phong cách sống quyến rũ hào hoa đến nghẹt thở của những người có những thứ thể hiện sự giàu có bao gồm như cung điện neo-Renaissance hay những phong cách trang trí xa hoa bằng nhung và mạ vàng, bộ sưu tập lớn các tác phẩm điêu khắc và áo giáp, một bộ horror vacui Victoria, và những tuyệt tác với trình độ đỉnh cao của nghệ thuật. Le goût Rothschild đã chịu ảnh hưởng lớn bởi những nhà thiết kế như Robert Denning, Yves Saint Laurent, Vincent Fourcade, và nhiều người khác.
"Vâng, bạn tôi ơi, tất cả số tiền này, muốn có nó để làm điều gì đó thì đầu tiên bạn phải là một thứ gì đó. Chúng ta nghĩ Dante là vĩ đại, và ông ta có cả một thế kỉ văn hóa sau ông ấy; nhà Rothschild thì lại giàu có mà chính sự giàu có đó được đem lại không chỉ bởi một thế hệ đâu. Những thứ dối trá như vậy kì thực thâm sâu hơn ý nghĩ của một con người nhiều."— Johann Wolfgang von Goethe, October 1828

## Thuyết âm mưu
Hơn hai thế kỉ, nhà Rothschild đã thường xuyên trở thành đề tài của thuyết âm mưu. Những thuyết này khá đa dạng và phong phú, trong đó có thể kể ra như thuyết nói về việc gia tộc này điều khiển các tổ chức tài chính của thế giới, hay điều khiển những cuộc chiến tranh giữa các chính phủ. Đào sâu vào thuyết này và những góc nhìn tương tự thì nhà lịch sử học Niall Ferguson đã viết rằng:
"Theo như chúng ta biết thì chiến tranh thường có xu hướng thay đổi giá cả của một trái phiếu hiện hành bởi sự gia tăng rủi ro khi một nhà nước không thể thanh toán khoản nợ của mình cho công ty do sự thất bại và mất mát lãnh thổ. Vào giữa thế kỉ XIX, nhà Rothschild đã phát triển và mở rộng từ mảng giao dịch sang quản lý nguồn vốn, thận trọng các quản lý và chăm sóc cho các danh mục đầu tư lớn của họ vào trái phiếu chính phủ. Sau khi đã có một khoản tiền nhất định, họ chịu thất thoát trong các xung đột. Nhà Rothschild đã quyết định kết quả của cuộc chiến Napoléon bằng cách đặt cán cân tài chính nghiêng về phía quân Anh. Và bây giờ, họ chỉ việc ngồi nhìn trên băng ghế dự bị".

Nhiều thuyết âm mưu về gia tộc Rothschild xuất phát từ thành kiến bài Do Thái và nhiều ẩn dụ bài Do Thái khác nhau.

## Những hậu duệ nổi bật của Mayer Amschel Rothschild
Những hậu duệ trực hệ nổi bật của Mayer Amschel Rothschild bao gồm:

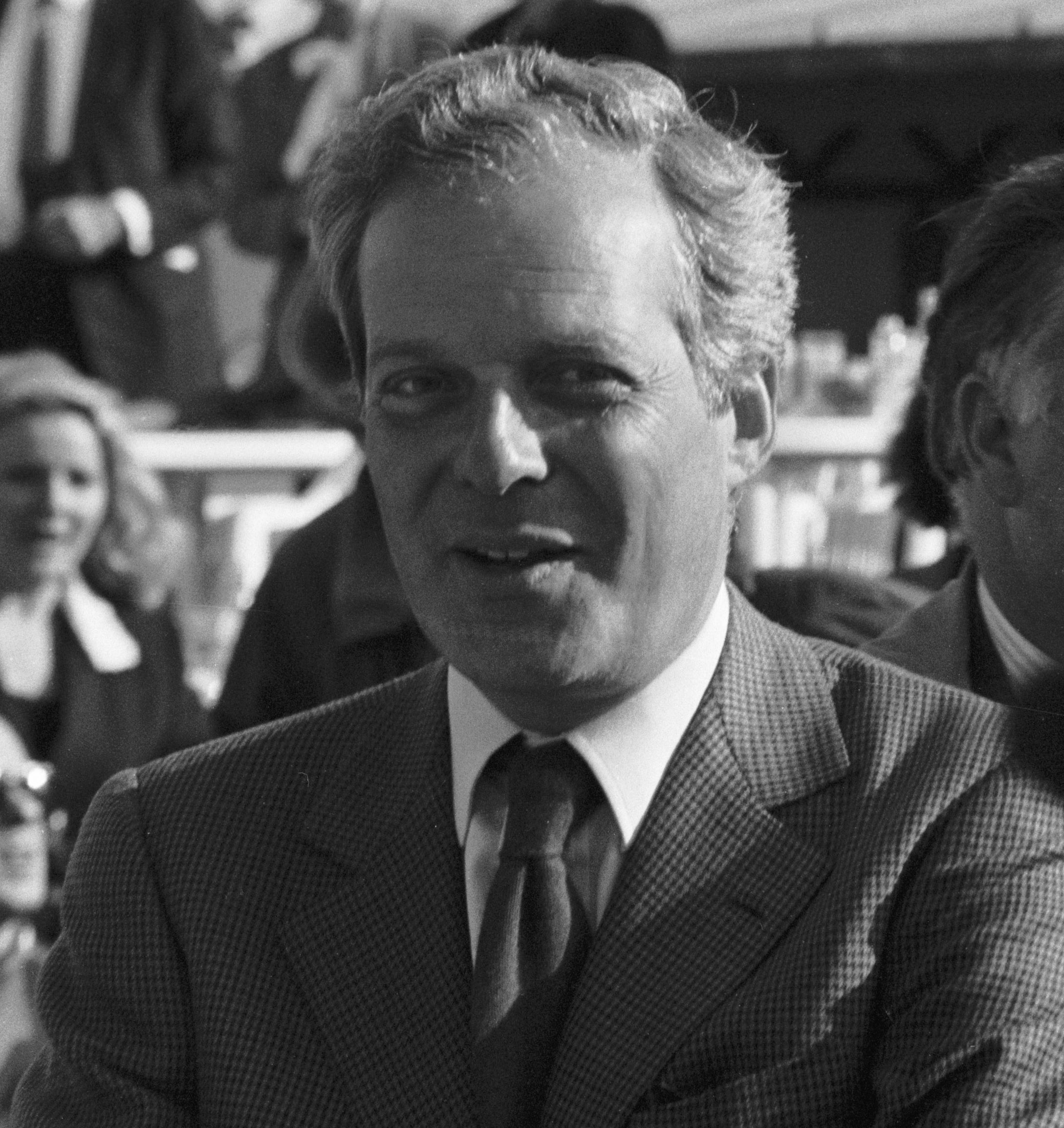
Nam tước David René de Rothschild, chủ tịch người Pháp hiện tại của N M Rothschild & Sons và trước đây của De Beers

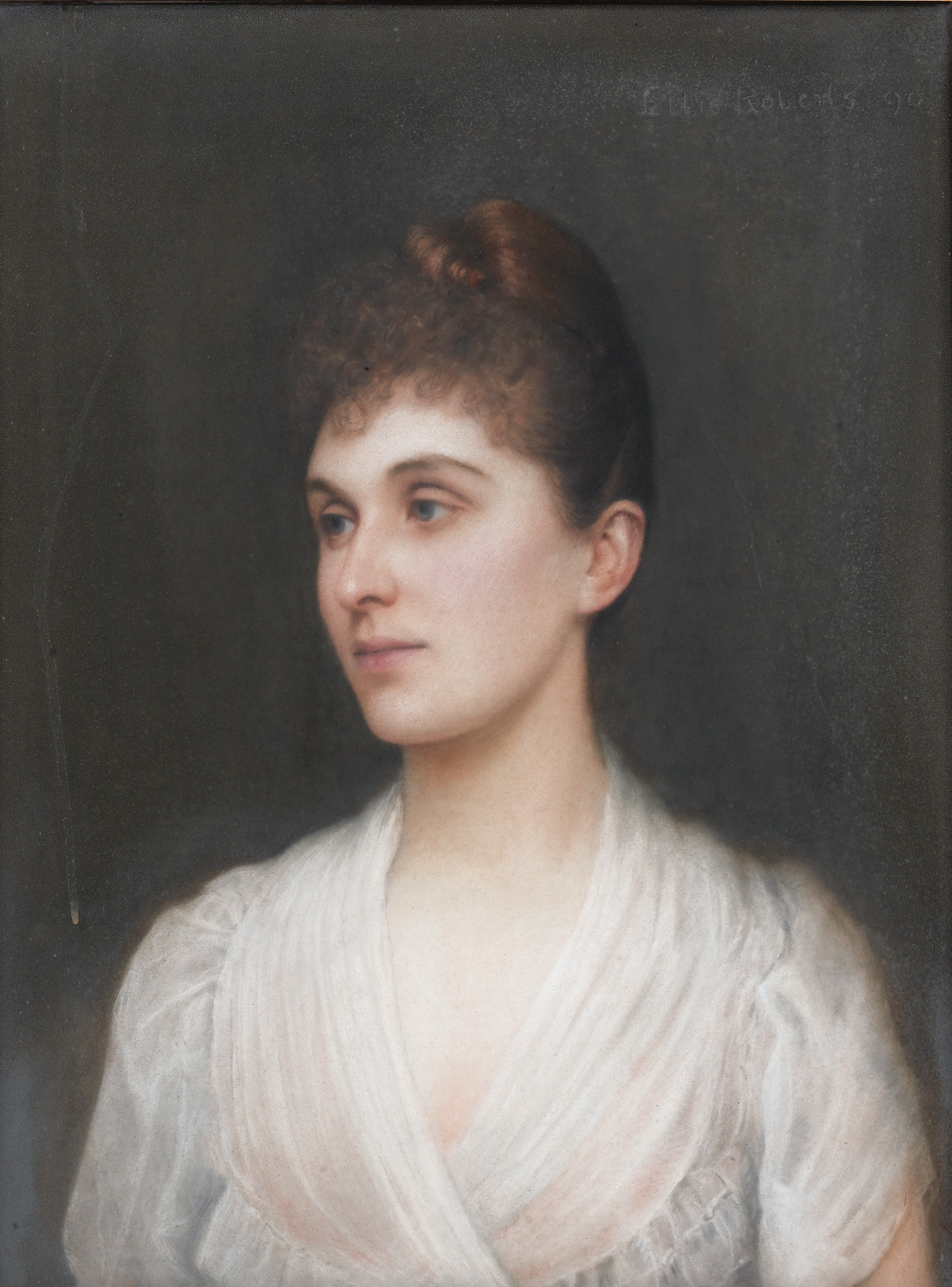
Bertha-Clara von Rothschild (Thân vương phi xứ Wagram) (Ellis William Roberts, 1890)

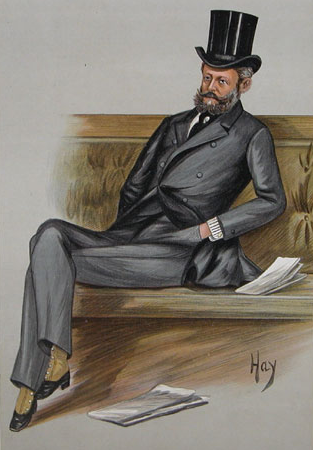
Nam tước Ferdinand de Rothschild, Nghị sĩ Quốc hội (1839–1898)

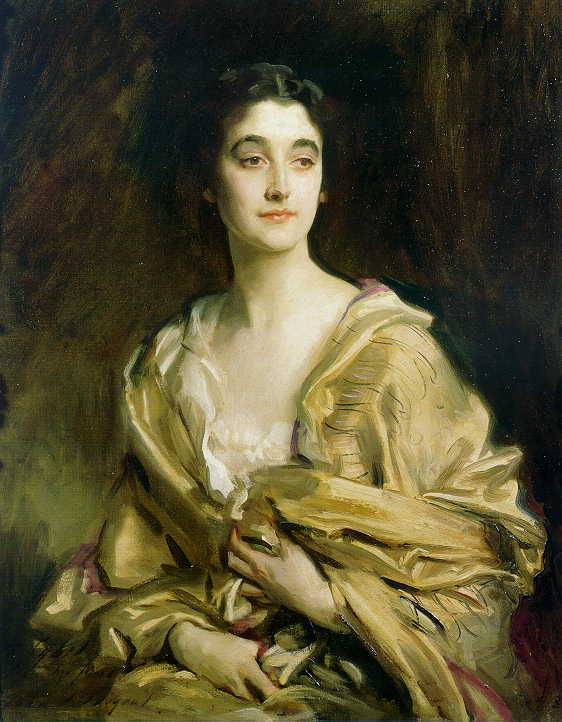
Sybil Cholmondeley, Hầu tước phu nhân xứ Cholmondeley (1894–1989), do John Singer Sargent vẽ

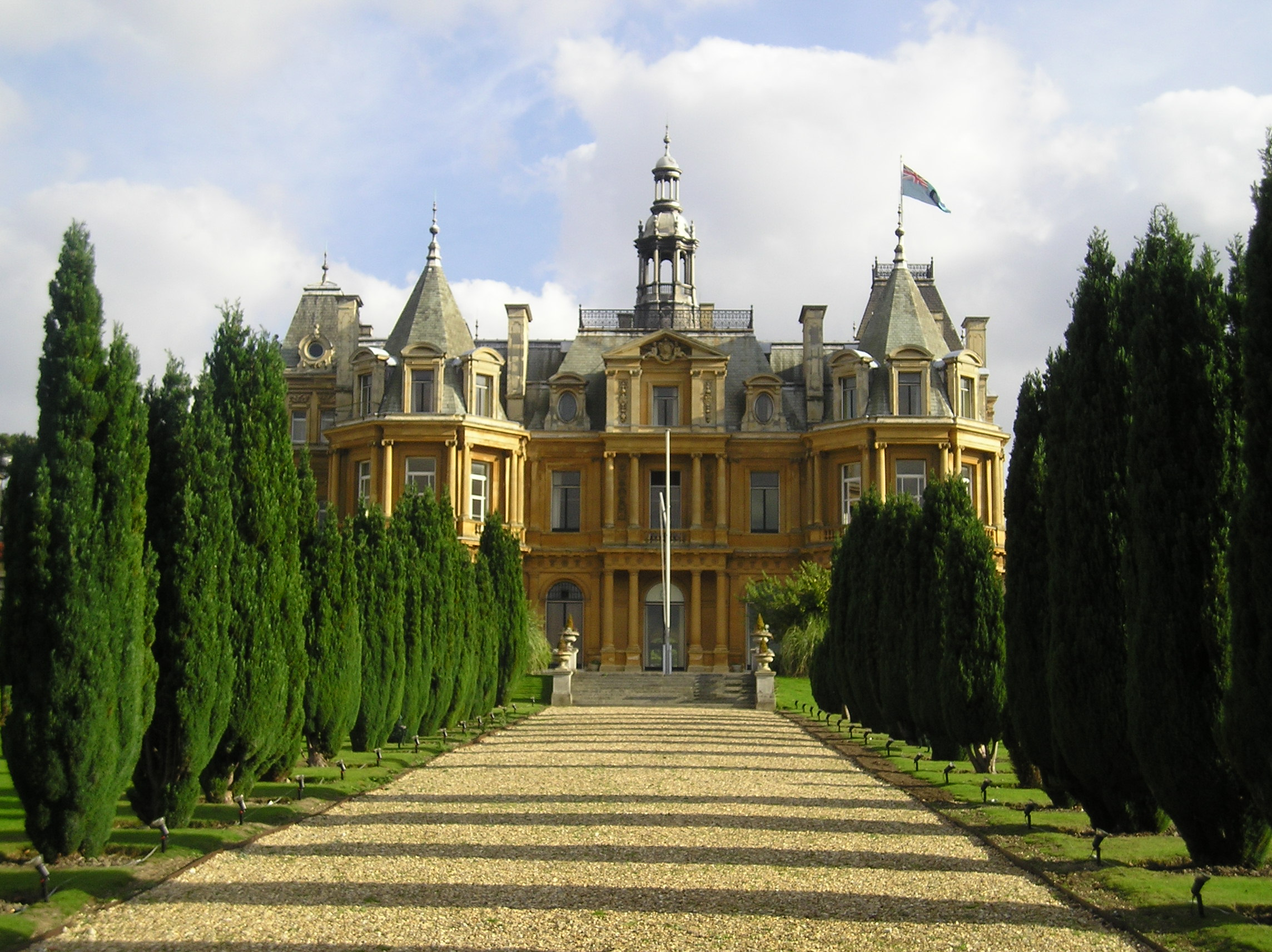
Halton House, một dinh thự của gia đình Rothschild ở Buckinghamshire, Anh

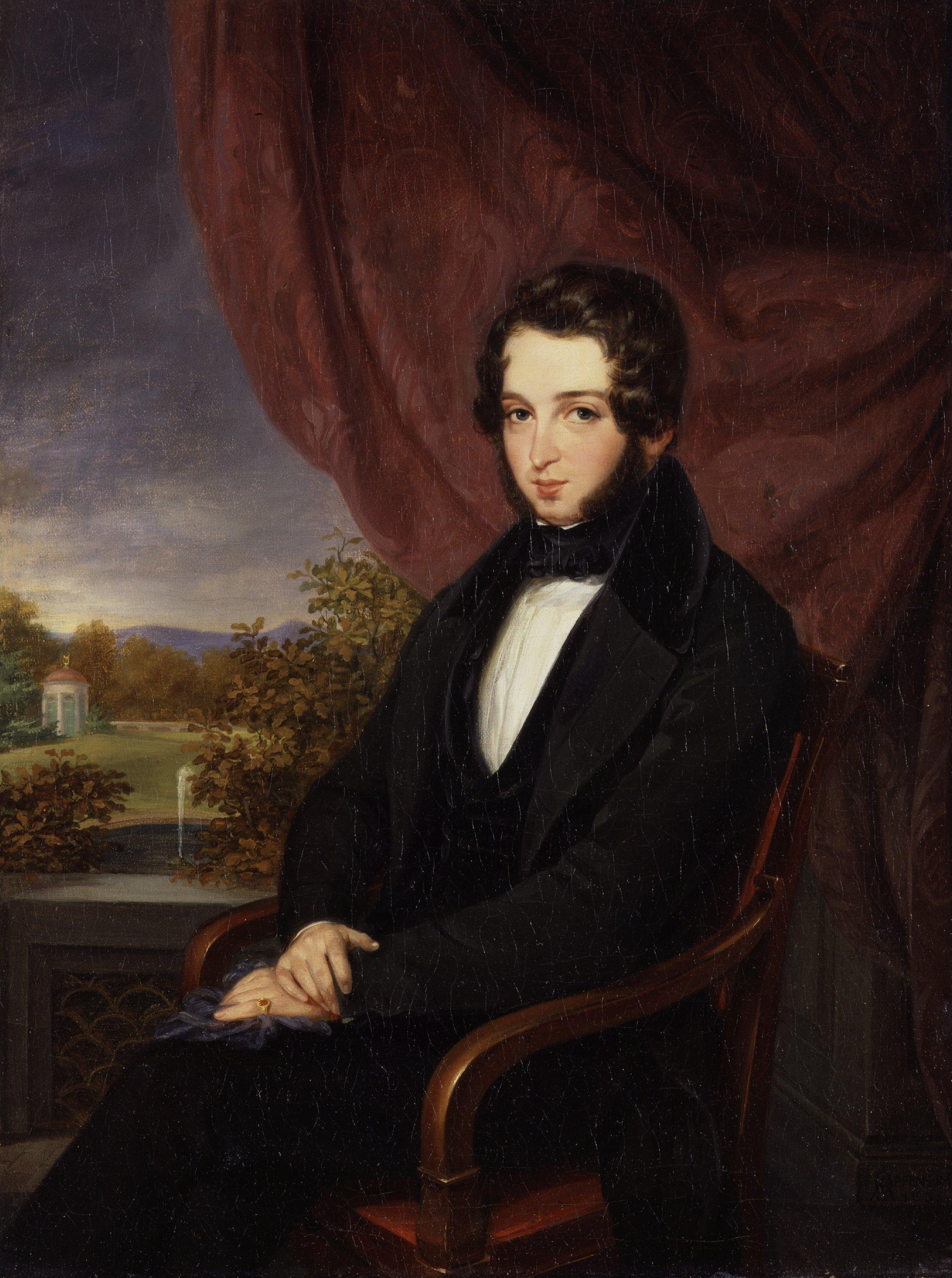
Lionel de Rothschild, chú ngựa con Sir Bevys của ông đã giành chiến thắng tại giải Epsom Derby năm 1879

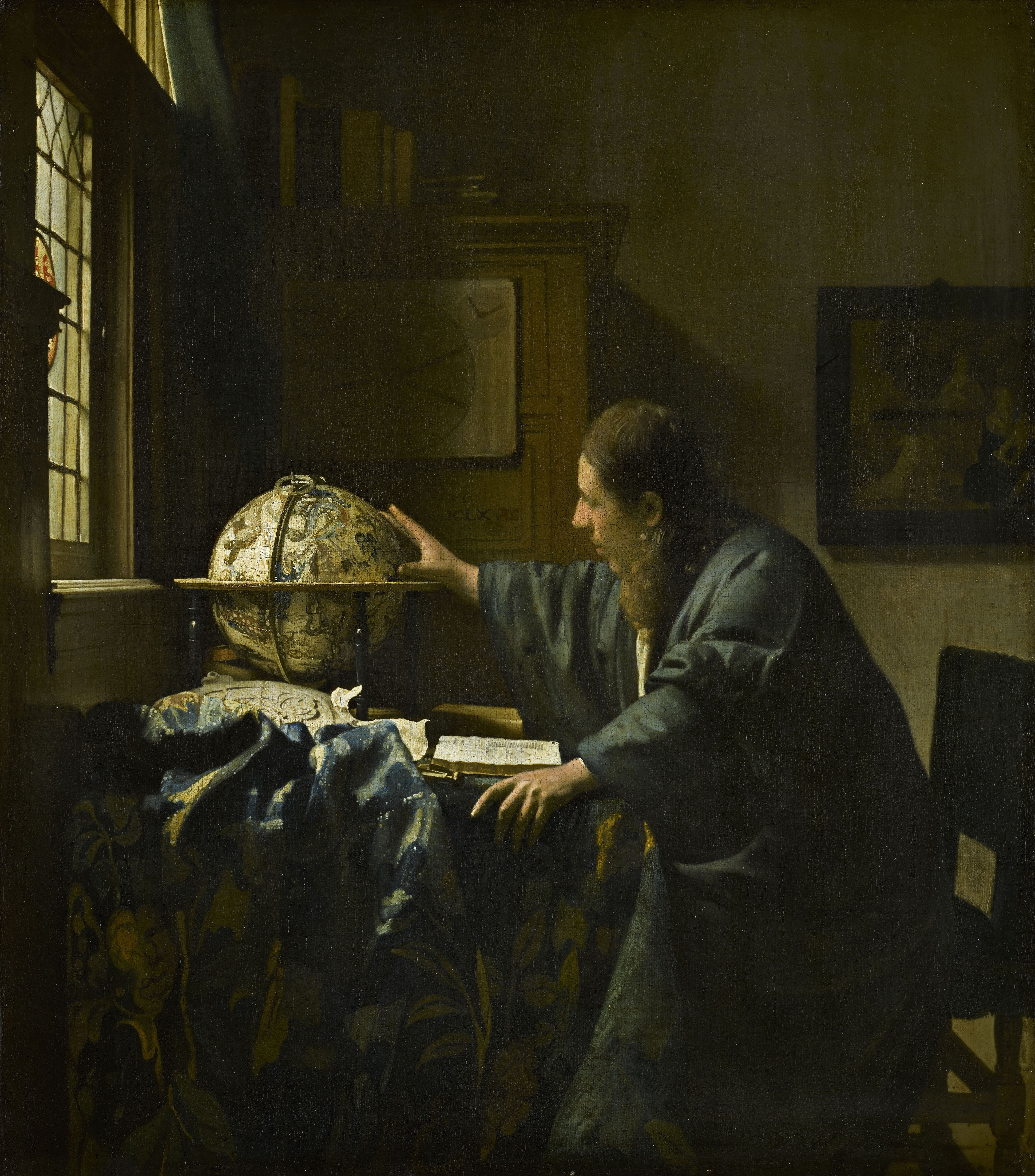
Nhà thiên văn học, của Johannes Vermeer được gia đình Rothschild tặng cho Bảo tàng Louvre vào năm 1982

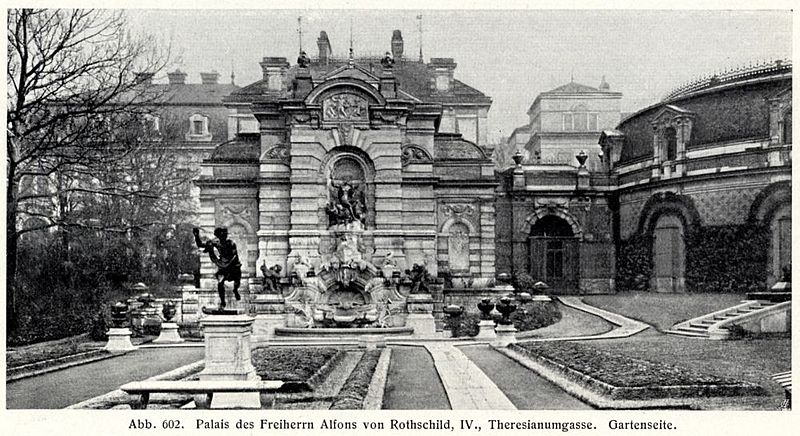
Cung điện Nathaniel Rothschild, Vienna

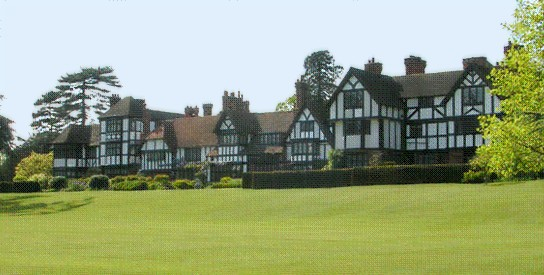
Ascott House, được gia đình tặng cho tổ chức từ thiện vào năm 1947

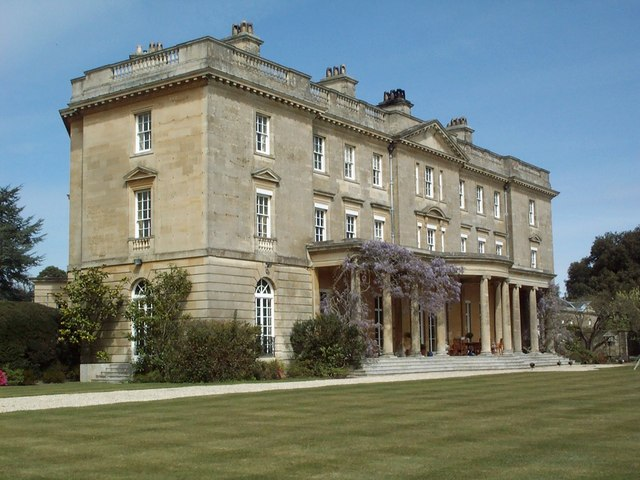
Exbury House, một điền trang của gia tộc Rothschild ở Anh

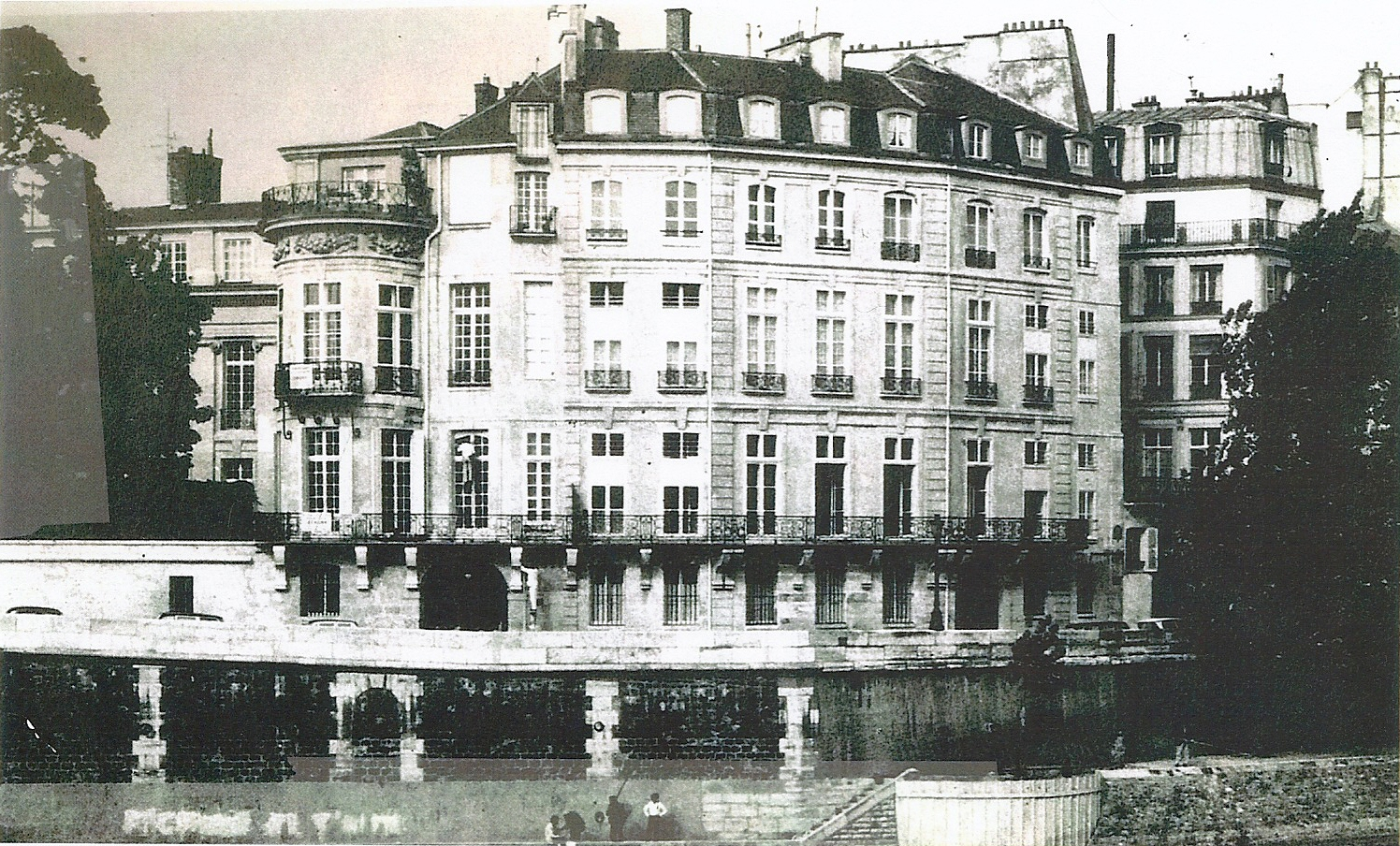
Hôtel Lambert, Paris

- Thiếu tá Alexander Karet (1905–1976).[108][109]
- Almina Herbert, Bá tước phu nhân xứ Carnarvon (15 tháng 8 năm 1876 – 8 tháng 5 năm 1969), đã tài trợ cho việc tìm kiếm lăng mộ Tutankhamun ở Ai Cập.
- Alexandre Berthier, Thân vương thứ 4 xứ Wagram (1883–1918), hy sinh khi chiến đấu trong Thế chiến thứ nhất.
- Albert Salomon Anselm von Rothschild (1844–1911), cựu cổ đông lớn của Creditanstalt.
- Alfred de Rothschild (20 tháng 7 năm 1842 – 31 tháng 1 năm 1918).
- Alice Charlotte von Rothschild (1847–1922) bạn thân của Nữ hoàng Victoria.
- Aline Caroline de Rothschild (1867–1909), người Pháp thượng lưu.
- Nam tước phu nhân Afdera Franchetti (sinh khoảng năm 1931), vợ cũ của Henry Fonda, thuộc gia tộc quý tộc Franchetti Do Thái gốc Ý.
- Nữ Nam tước Alix Hermine Jeannette Schey de Koromla (1911–1982)[110]
- Alphonse James de Rothschild (1827–1905).
- Amschel Rothschild (1955–1996, Paris), người bảo trợ cho đua xe.
- Anthony Gustav de Rothschild (1887–1961), người nuôi ngựa.
- Anthony James de Rothschild (sinh năm 1977).
- Anselm Salomon von Rothschild (1803–1874), chủ ngân hàng người Áo.
- Anthony de Rothschild, Tòng nam tước thứ 1 (1810–1876).
- Antoine Armand Odelric Marie Henri de Gramont, Công tước thứ 13 xứ Gramont (sinh năm 1951).[111]
- Alain de Rothschild (1910–1982).
- Benjamin de Rothschild (1963–2021).
- Béatrice Ephrussi de Rothschild (1864–1934).
- Bethsabée de Rothschild (1914–1999).
- Carl Mayer von Rothschild (1788–1855)
- Charlotte de Rothschild (1825–1899)
- Charlotte Henriette de Rothschild (sinh năm 1955), giọng nữ cao
- Charlotte von Rothschild (1818–84).
- Charles Rothschild (1877–1923), chủ ngân hàng và nhà côn trùng học
- David Cholmondeley, Hầu tước thứ 7 xứ Cholmondeley (sinh năm 1960), Thị vệ đại thần của Anh.
- David Mayer de Rothschild (sinh năm 1978), tỷ phú[112] Nhà thám hiểm và nhà môi trường người Anh.
- David René de Rothschild (sinh năm 1942).
- Edmond Adolphe de Rothschild (1926–1997).
- Édouard de Rothschild (sinh năm 1957).
- Édouard Alphonse James de Rothschild (1868–1949), nhà tài chính và cầu thủ polo.
- Edmond James de Rothschild (1845–1934).
- Edmund Leopold de Rothschild (1916–2009).
- Élie de Rothschild (1917–2007).
- Emma Rothschild (sinh năm 1948).
- Evelina de Rothschild (1839–66).
- Evelyn Achille de Rothschild (1886–1917), hy sinh khi chiến đấu cho Quân đội Anh trong Thế chiến thứ nhất.
- Evelyn de Rothschild (1931–2022), chủ ngân hàng.

Nam tước Ferdinand de Rothschild, Nghị sĩ Quốc hội (1839–1898).
- Gustave de Rothschild (1829–1911).
- Guy de Rothschild (1909–2007).
- Hannah Primrose, Bá tước phu nhân xứ Rosebery, nhũ danh Hannah de Rothschild (1851–1890).
- Hannah Rothschild (sinh năm 1962), nhà làm phim tài liệu.
- Henri de Rothschild (1872–1946), nhà viết kịch, cháu trai của Nathaniel de Rothschild.
- Công tước Hélie Marie Auguste Jacques Bertrand Philippe (1943), Công tước Noailles thứ 10.
- Hugh Cholmondeley, Hầu tước Cholmondeley thứ 6 (1919–90), Thị vệ Đại thần của Anh.
- James Armand de Rothschild (1878–1957).
- James Mayer de Rothschild (1792–1868).
- Marie Angliviel de la Beaumelle (1963–2013).
- Neil Primrose, Bá tước thứ 7 xứ Rosebery (sinh năm 1929).
- Neil James Archibald Primrose (1882–1917), Nghị sĩ Quốc hội, tử trận trong Thế chiến thứ nhất.
- Nữ Nam tước Pannonica de Koenigswarter (nhũ danh Nữ Nam tước Pannonica Rothschild) (1913–1988), người bảo trợ cho nhạc sĩ bebop và nhạc jazz – thường được gọi là "Nữ Nam tước nhạc Jazz".
- Nam tước Léon Lambert (1929–1987), nhà sưu tập nghệ thuật người Bỉ.[113]
- Leopold de Rothschild (1845–1917).
- Leopold David de Rothschild (1927–2012).
- Lionel de Rothschild (1808–1879).
- Louis Nathaniel de Rothschild (1882–1955).
- Marie-Hélène de Rothschild (1927–94), người Pháp thượng lưu.
- Maurice de Rothschild (1881–1957).
- Mayer Amschel de Rothschild (1818–1874).
- Miriam Rothschild (1908–2005), nhà côn trùng học và động vật học nổi tiếng.
- Walter Rothschild, Nam tước Rothschild thứ 2, của Tring ở Hạt Hertford (1868–1937).
- Nathaniel de Rothschild (1812–1870).
- Nathan Mayer Rothschild (1777–1836)
- Nathan Mayer Rothschild, Nam tước Rothschild thứ 1, của Tring ở Hạt Hertford (1840–1915)
- Jacob Rothschild, Nam tước Rothschild thứ 4, của Tring ở Hạt Hertford (1936–2024).
- Nathaniel Robert de Rothschild (1946), nhà tài chính người Pháp.
- Victor Rothschild, Nam tước Rothschild thứ 3, của Tring ở Hạt Hertford (1910–1990).
- Nathaniel Rothschild, Nam tước Rothschild thứ 5 (sinh năm 1971), đồng chủ tịch của Atticus Capital, một quỹ đầu cơ trị giá 20 tỷ bảng Anh.[124]
- Nathaniel Mayer von Rothschild (1836–1905), người Áo thượng lưu.
- Philip Sassoon, Tòng nam tước thứ 3 (1888–1939), Ủy viên Công trình đầu tiên của Anh và Thứ trưởng Bộ Hàng không.
- Bá tước Philippe de Nicolay (sinh năm 1955), chắt của Salomon James de Rothschild, ông là giám đốc của tập đoàn Rothschild.[65]
- Philippe de Rothschild (1902–1988), người làm rượu vang, con trai của Henri de Rothschild.
- Philippine de Rothschild (1935–2014), người làm rượu vang, con gái của Philippe.
- Jacqueline Rebecca Louise de Rothschild (1911–2012), nhà vô địch cờ vua và quần vợt.
- Harry Primrose, Bá tước thứ 6 xứ Rosebery (1882–1974) Bá tước xứ Roseberry
- Raphael de Rothschild (1976–2000).
- Salomon James de Rothschild (1835–1864).
- Quý bà Serena Rothschild (1935–2019).
- Quý bà Sybil Grant (1879–1955), nhà văn người Anh.
- Sybil Cholmondeley, Hầu tước phu nhân xứ Cholmondeley (1894–1989)
- Walter Rothschild, Nam tước Rothschild thứ 2 (1868–1937), nhà động vật học.
- Wilhelm Carl von Rothschild (1828–1901).

Những cuộc hôn nhân nổi bật trong gia tộc:
- Maurice Ephrussi (1849–1916), của gia tộc Ephrussi.[114]
- Ben Goldsmith (sinh năm 1980), con trai của nhà tài chính James Goldsmith, của Gia tộc Goldsmith x Kate Emma Rothschild (sinh năm 1982).
- Anita Patience Guinness (1957), của Gia tộc Guinness x Thị trưởng Amschel James Rothschild.[115]
- Abraham Oppenheim (1804–1878), của Gia tộc Oppenheim x Charlotte Beyfus (1811–1887)
- Aline Caroline de Rothschild (1867–1909) x Edward Sassoon (1856–1912), của Gia tộc Sassoon.
- Carola Warburg Rothschild (1894–1987), nhà từ thiện, sinh ra trong Gia tộc Warburg.[116]
- Nam tước Eugène von Rothschild (1884–1976) x Nữ bá tước Cathleen "Kitty" von Schönborn-Buchheim (1885 – c. 1946, nhũ danh Wolff).[117]
- James Nathaniel Charles Léopold Rothschild, con trai của Henri James Nathaniel Charles Rothschild và Mathilde Sophie Henriette de Weisweiller, x 1923: Claude du Pont thuộc Gia tộc Du Pont.[118]
- Élisabeth de Rothschild (1902–1945), thành viên duy nhất của gia tộc Rothschild chết trong Holocaust.
- Bá tước François de Nicolay (1919–1963), của Nhà Nicolay x Marie-Hélène Naila Stephanie Josina van Zuylen van Nyevelt.
- Mayer Carl von Rothschild x 1878: Antoine Alfred Agénor, Công tước thứ 11 xứ Gramont (1851–1921).
- Dorothy de Rothschild (1895–1988), khi qua đời, bà để lại điền trang lớn nhất được chứng thực ở Anh.
- George Herbert, Bá tước thứ 5 xứ Carnarvon x Almina Victoria Maria Alexandra Wombwell, con gái ngoài giá thú của Alfred de Rothschild.
- Pauline de Rothschild (1908–1976), nhà thiết kế thời trang và dịch giả thơ thời Elizabeth.
- Quý bà Irma Pauahi Wodehouse (1897), thành viên của Gia tộc Wodehouse.[110]
- Louis Philippe Marie Alexandre Berthier, Thân vương thứ 3 xứ Wagram (1836–1911).
- Nữ bá tước Katharina Eleonore Veronika Irma Luise Henckel von Donnersmarck (1902–1965), diễn viên x Nam tước Erich von Goldschmidt-Rothschild.
- Amartya Sen (sinh năm 1933), Người đoạt giải Nobel, nhà kinh tế và triết gia Ấn Độ x Emma Rothschild thuộc gia tộc ngân hàng Rothschild của Anh.
- Jeanne de Rothschild (1908–2003), diễn viên
- Nadine de Rothschild (1932–), diễn viên và tác giả người Pháp
- Thân vương phi Sophie de Ligne (sinh năm 1957) x Philippe de Nicolay (sinh năm 1955), giám đốc của tập đoàn Rothschild,[65] và là chắt của Salomon James de Rothschild.
- David René de Rothschild x Thân vươn vương nữ Olimpia Anna Aldobrandini, thuộc Gia tộc Borghese và Vương tộc Bonaparte.[110]
- Richard Francis Roger Yarde-Buller, Nam tước Churston thứ 4 xứ Churston Ferrers và Luton (1910–1991) x Olga Alice Muriel Rothschild.
- Serena Rothschild (1935–2019), cháu gái của James Hamet Dunn, Nam tước thứ nhất.
- Lynn Forester de Rothschild (sinh năm 1954), nữ doanh nhân.
- Nữ Nam tước Rozsika Edle von Wertheimstein.[7]
- Nam tước Etienne van Zuylen van Nyevelt, thuộc Nhà Van Zuylen van Nyevelt x Nữ Nam tước Hélène de Rothschild (1863–1947).[119]
- Nam tước Elie Robert de Rothschild (1917–2007) x 1943: Quý bà Liliane Elisabeth Victoire Fould-Springer, cô của nữ diễn viên Helena Bonham Carter.[120]
- James Rothschild x 2015: Nữ thừa kế người Mỹ và là người phụ nữ thượng lưu Nicky Hilton, chắt gái của người sáng lập Khách sạn & khu nghỉ dưỡng Hilton Conrad Hilton.[121][122]

### Documentary film
- The Ascent of Money: A Financial History of the World – The early history of the Rothschild's family business feature in the second of a four-part series by Niall Ferguson aired on Channel Four